# Demografia Polski
Demografia Polski to osoby, które zamieszkują na stałe w Polsce, bez rozróżnienia na obywateli i cudzoziemców, oraz osoby mające obywatelstwo polskie, a przebywające poza Polską. Do ludności Polski nie wlicza się cudzoziemców przebywających tymczasowo lub nielegalnie na terenie Polski oraz osób narodowości polskiej mieszkających poza Polską, które nie posiadają obywatelstwa polskiego (czyli tzw. Polonii). Dane demograficzne dotyczące ludności Polski gromadzi i publikuje Główny Urząd Statystyczny.

## Struktura ludności

### Ludność Polski
| Rok      | Ludność       | Rok  | Ludność    |
| -------- | ------------- | ---- | ---------- |
| ok. 1000 | od 1 do 2 mln | 1978 | 35,061 mln |
| 1370     | 1,9 mln       | 1988 | 37,879 mln |
| 1582     | 7,5 mln       | 1990 | 38,183 mln |
| 1634     | 11 mln        | 1995 | 38,610 mln |
| ok. 1750 | 12 mln        | 2000 | 38,654 mln |
| 1800     | 9 mln         | 2005 | 38,191 mln |
| 1846     | 11,107 mln    | 2009 | 38,167 mln |
| 1911     | 22,110 mln    | 2010 | 38,530 mln |
| 1921     | 27,177 mln    | 2011 | 38,538 mln |
| 1931     | 32,107 mln    | 2013 | 38,496 mln |
| 1938     | 34,849 mln    | 2015 | 38,437 mln |
| 1946     | 23,930 mln    | 2017 | 38,434 mln |
| 1950     | 25,008 mln    | 2018 | 38,411 mln |
| 1960     | 29,776 mln    | 2019 | 38,383 mln |
| 1970     | 32,642 mln    | 2021 | 38,1 mln   |
| –        | –             | 2023 | 37,698 mln |

### Przynależność państwowa (obywatelstwo)
Z liczby 38 538 447 osób zameldowanych w Polsce Narodowy Spis Powszechny 2011 ustalił, że w 2011 r. 99,8% ankietowanych posiadało obywatelstwo państwa polskiego (38 445 600 osób posiadających obywatelstwo polskie; w tym 36 188 000 osób posiadało wyłącznie obywatelstwo polskie, 327 500 osób posiadało poza obywatelstwem polskim także inne obywatelstwo państwowe, 1 930 100 osób nie podało, czy poza polskim obywatelstwem posiada jeszcze inne obywatelstwo), 0,15% spisanych osób obywatelstwa polskiego nie posiadało (55 400 cudzoziemców; 2000 bezpaństwowców). W przypadku 8800 spisanych osób przynależności państwowej nie ustalono. Według danych szacunkowych poza granicami kraju dłużej niż 3 miesiące zamieszkiwało około 2 017 000 obywateli polskich posiadających stałe zameldowanie w Polsce (czyli faktycznie w Polsce przebywało w 2011 roku 36 500 000 osób). Faktyczna liczba cudzoziemców w Polsce jest wyższa niż stwierdził spis, lecz nie można jej dokładnie ustalić. Oficjalnie Urząd do Spraw Cudzoziemców (UdSC) wykazywał pod koniec 2011 roku 100 298 cudzoziemców posiadających karty pobytu (około połowa z nich posiada pozwolenie na osiedlenie się w Polsce – wzięli udział w spisie ludności). Następnych około 250 000 cudzoziemców przebywa w Polsce sezonowo na okres do 6 miesięcy.

### Przynależność narodowa i etniczna

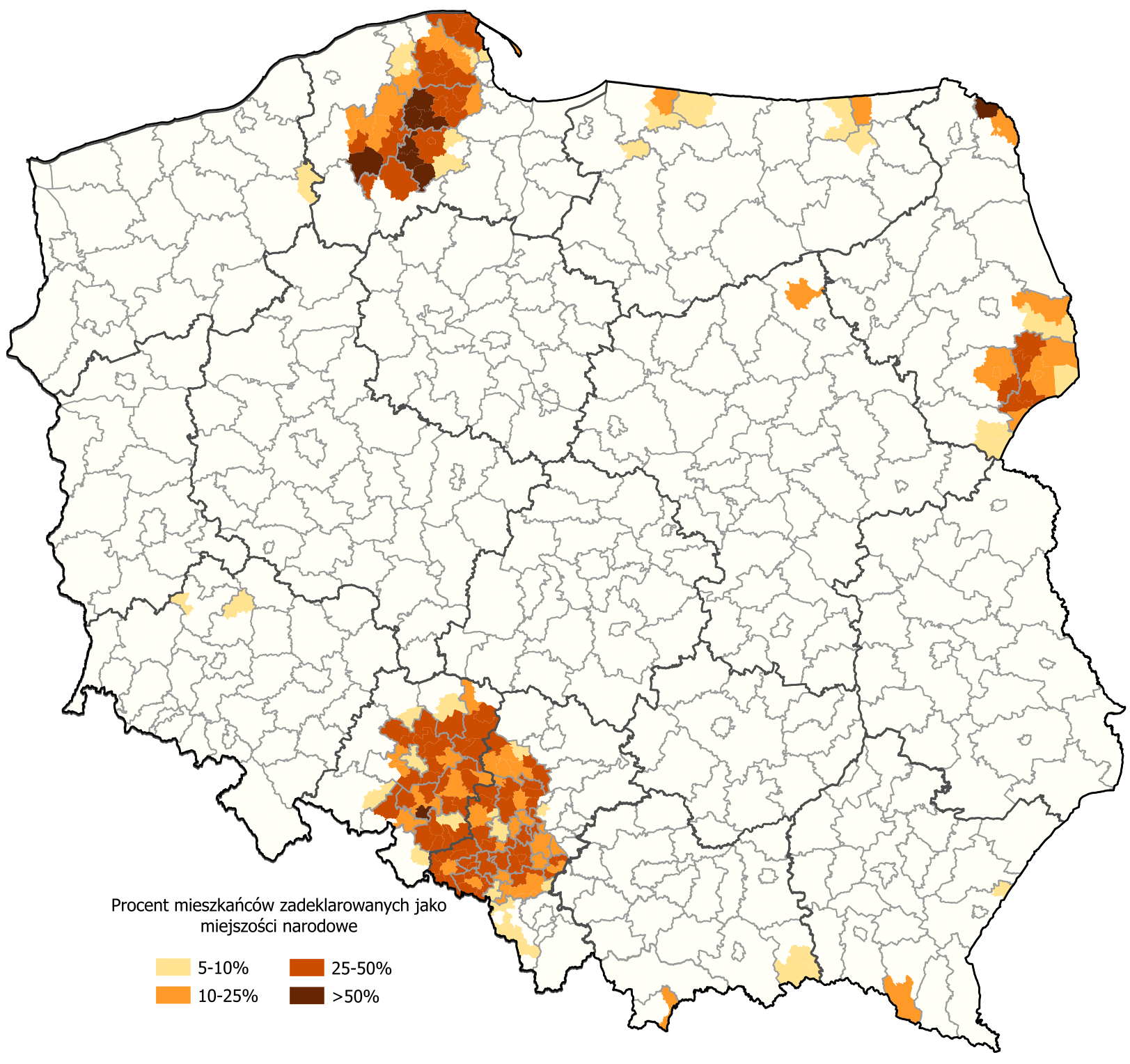
Mapa Polski z zaznaczonymi gminami, gdzie przynajmniej 5% populacji w spisu z 2021 zadeklarowało narodowość nie polską

W Narodowym Spisie Powszechnym z 2002 r. ponad 96% ankietowanych zadeklarowało narodowość polską, 1,23% (471,5 tys. osób) zadeklarowało przynależność do innej narodowości, natomiast 2,03% ludności (774,9 tys. osób) nie określiło swej przynależności narodowej. W następnym Narodowym Spisie Powszechnym, który miał miejsce w 2011 roku przynależność etniczna obywateli wygląda następująco: 37 072 615 osób podało tylko jedną przynależność etniczną, 917 339 osób podało więcej niż jedną przynależność etniczną, 521 470 osób nie podało przynależności etnicznej, 400 osób stwierdziło, że nie ma żadnej przynależności etnicznej.
| Lp. | Przynależność etniczna (kursywą zaznaczono mniejszości etniczne) | Podstawowa | Podstawowa | Podstawowa         | Druga      |            |         |        |
| Lp. | Przynależność etniczna (kursywą zaznaczono mniejszości etniczne) | Suma       | Jedyna     | Pierwsza (z dwóch) | Druga      |            |         |        |
| --- | ---------------------------------------------------------------- | ---------- | ---------- | ------------------ | ---------- | ---------- | ------- | ------ |
| Lp. | Przynależność etniczna (kursywą zaznaczono mniejszości etniczne) | Suma       | 1          | polska             | 37 310 341 | 36 522 211 | 788 130 | 83 310 |
| 2   | śląska                                                           | 435 750    | 375 635    | 60 115             | 410 969    |            |         |        |
| 3   | niemiecka                                                        | 74 464     | 44 549     | 29 915             | 73 350     |            |         |        |
| 4   | ukraińska                                                        | 38 387     | 27 630     | 10 757             | 12 613     |            |         |        |
| 5   | białoruska                                                       | 36 399     | 30 195     | 6204               | 10 388     |            |         |        |
| 6   | kaszubska                                                        | 17 746     | 16 377     | 1369               | 214 801    |            |         |        |
| 7   | romska                                                           | 12 560     | 9899       | 2661               | 4489       |            |         |        |
| 8   | rosyjska                                                         | 8203       | 5176       | 2591               | 4842       |            |         |        |
| 9   | łemkowska                                                        | 7086       | 5612       | 1474               | 3445       |            |         |        |
| 10  | litewska                                                         | 5599       | 4830       | 769                | 2264       |            |         |        |
| 11  | wietnamska                                                       | 3585       | 2910       | 675                | 442        |            |         |        |
| 12  | ormiańska                                                        | 2971       | 2031       | 960                | 652        |            |         |        |
| 13  | żydowska                                                         | 2488       | 1636       | 852                | 5020       |            |         |        |
| 14  | słowacka                                                         | 2294       | 1889       | 405                | 947        |            |         |        |
| 15  | włoska                                                           | 1690       | 912        | 778                | 6951       |            |         |        |
| 16  | angielska                                                        | 1560       | 1193       | 367                | 8935       |            |         |        |
| 17  | francuska                                                        | 1506       | 1094       | 412                | 6493       |            |         |        |
| 18  | czeska                                                           | 1307       | 969        | 338                | 2139       |            |         |        |
| 19  | amerykańska                                                      | 1239       | 813        | 426                | 10 600     |            |         |        |
| 20  | grecka                                                           | 1083       | 657        | 426                | 2517       |            |         |        |
| 21  | holenderska                                                      | 860        | 520        | 340                | 3067       |            |         |        |
| 22  | hiszpańska                                                       | 496        | 403        | 93                 | 3472       |            |         |        |
| 23  | kociewska                                                        | 19         | 9          | 10                 | 3046       |            |         |        |
| 24  | inna                                                             | 22 320     | 15 462     | 6858               | 42 589     |            |         |        |

Na poniższych wykresach przedstawiono dane dotyczące mniejszości narodowych i etnicznych w kolejności według przynależności podstawowej (jedynej + pierwszej z dwóch).
Mniejszości narodowe i etniczne według deklarowanej przynależności podstawowej (oprócz śląskiej)

1. niemiecka: 74 464 (30,5%)
2. ukraińska: 38 387 (15,7%)
3. białoruska: 36 399 (14,9%)
4. kaszubska: 17 746 (7,28%)
5. romska: 12 560 (5,15%)
6. rosyjska: 8203 (3,36%)
7. łemkowska: 7086 (2,91%)
8. litewska: 5599 (2,30%)
9. wietnamska: 3585 (1,47%)
10. ormiańska: 2971 (1,22%)
11. żydowska: 2488 (1,02%)
12. słowacka: 2294 (0,94%)
13. pozostałe wyszczególnione: 9760 (4,00%)
14. inna: 22 320 (9,15%)

Najliczniejsze mniejszości narodowe i etniczne. Dla porównania przedstawiono narodowość polską jako niejedyną.

### Języki i dialekty w Polsce
Najczęściej używane języki:
1. polski (urzędowy)
2. kaszubski
3. łemkowski
4. niemiecki
5. litewski
6. ukraiński
7. białoruski

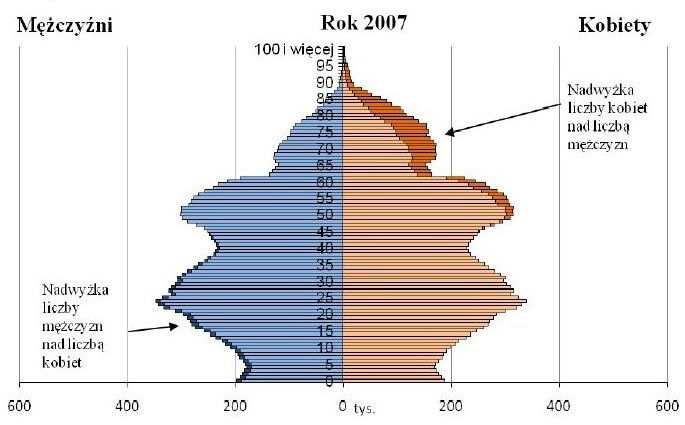
Piramida wieku ludności (GUS 2007)

Piramida wieku polskiego społeczeństwa w roku 2021 z zaznaczeniem przewagi liczebnej mężczyzn w młodszych grupach wiekowych i kobiet w starszych

8. etnolekty: śląski, wilamowski, kurpiowski, podhalański i inne.

### Zmiany liczby mieszkańców Polski w ostatnich latach i gęstość zaludnienia
- Pod koniec 2008 roku ludność Polski szacowana była na 38 135 876 mieszkańców, co dawało gęstość zaludnienia 122 os./km².
- Pod koniec 2009 roku ludność Polski szacowana była na 38 167 329 mieszkańców, co dawało wzrost o 31 453 mieszkańców[15].
- Pod koniec 2010 roku ludność Polski szacowana była na 38 200 037 mieszkańców, co dawało roczny wzrost o około 33 000 mieszkańców[16]. Jednak w wyniku przeliczenia danych po Narodowym Spisie Powszechnym 2011 określono ją na 38 529 866[3].
- Pod koniec 2011 roku Polska liczyła 38 538 447 mieszkańców[5], co dawało roczny wzrost o 8581 mieszkańców.

Dane te można uznać jednak za zawyżone. Według danych z Narodowego Spisu Powszechnego Ludności i Mieszkań 2011, w końcu marca 2011 roku za granicą przebywało (powyżej 3 miesięcy) 2017 tys. osób zameldowanych w Polsce na stałe, w tym ponad 12 miesięcy i więcej. Faktycznie oznacza to ludność Polski na poziomie 36–37 mln lub nawet mniej, gdyż nie wszyscy mogli brać udział w spisie (i nie wszyscy brali ze względu na metody), a sam GUS traktuje jako osoby przebywające czasowo za granicą takie osoby, które przebywają poza krajem, nawet przez wiele lat, ale nie dokonały wymeldowania z pobytu stałego w Polsce.
Według GUS w latach 2008–2011 odnotowano dodatni przyrost rzeczywisty ludności – było to spowodowane wzrostem liczby urodzeń, mimo wzrostu umieralności. Wcześniej przez 10 lat notowano spadek liczby ludności Polski.

### Porównanie populacji Polski ze światem
Pod względem liczby ludności Polska w 2011 roku była na 34. miejscu wśród krajów świata i na 6. w Unii Europejskiej. Na przestrzeni 121 lat względny udział Polski w populacji ogólnoświatowej spadł trzykrotnie, z 1,55% do 0,49%.
Udział Polaków w populacji ogólnoświatowej w latach 1900–2021
| Rok  | Liczba ludności na świecie na 1 stycznia | Liczba ludności w Polsce na 1 stycznia | Udział procentowy w populacji ogólnoświatowej |
| ---- | ---------------------------------------- | -------------------------------------- | --------------------------------------------- |
| 1900 | 1 646 165 000                            | 25 562 500                             | 1,55                                          |
| 1914 | 1 825 070 987                            | 30 310 000                             | 1,66                                          |
| 1925 | 1 967 683 298                            | 29 233 500                             | 1,48                                          |
| 1939 | 2 262 699 677                            | 34 851 000                             | 1,54                                          |
| 1950 | 2 513 866 197                            | 24 750 405                             | 0,98                                          |
| 1985 | 4 809 575 137                            | 37 348 838                             | 0,77                                          |
| 2021 | 7 798 024 855                            | 38 369 418                             | 0,49                                          |

### Mieszkańcy miast i wsi
Na koniec 2017 r. ludność wiejska stanowiła 39,9 procent (w 1950 r. ponad 63%). Liczba ta, po okresie systematycznych spadków, uległa ustabilizowaniu po roku 1990.
| Rok  | Populacja Polski (w mln) | Mieszkańcy miast (% populacji) | Mieszkańcy wsi (% populacji) |
| ---- | ------------------------ | ------------------------------ | ---------------------------- |
| 1950 | 25,0                     | 36,9                           | 63,1                         |
| 1960 | 29,8                     | 48,3                           | 51,7                         |
| 1970 | 32,7                     | 52,3                           | 47,7                         |
| 1980 | 35,7                     | 58,7                           | 41,3                         |
| 1990 | 38,1                     | 61,8                           | 38,2                         |
| 2000 | 38,3                     | 61,9                           | 38,1                         |
| 2010 | 38,5                     | 60,8                           | 39,2                         |
| 2017 | 38,4                     | 60,1                           | 39,9                         |

Na 1 kilometrze kwadratowym mieszkają przeciętnie 123 osoby – w miastach około 1082, a na terenach wiejskich 51.

### Ludność według województw
| Ludność w poszczególnych województwach wg GUS | Ludność w poszczególnych województwach wg GUS | Ludność w poszczególnych województwach wg GUS | Ludność w poszczególnych województwach wg GUS | Ludność w poszczególnych województwach wg GUS | Ludność w poszczególnych województwach wg GUS | Ludność w poszczególnych województwach wg GUS | Ludność w poszczególnych województwach wg GUS | Ludność w poszczególnych województwach wg GUS | Ludność w poszczególnych województwach wg GUS | Ludność w poszczególnych województwach wg GUS | Ludność w poszczególnych województwach wg GUS | Ludność w poszczególnych województwach wg GUS | Ludność w poszczególnych województwach wg GUS | Ludność w poszczególnych województwach wg GUS | Ludność w poszczególnych województwach wg GUS | Ludność w poszczególnych województwach wg GUS | Ludność w poszczególnych województwach wg GUS | Ludność w poszczególnych województwach wg GUS |
| Województwo                                   | Pow. [km²] (2018)                             | Ludność (1 stycznia 2017)                     | Ludność (1 stycznia 2018)                     | Przyrost naturalny (2018)                     | Ludność (1 stycznia 2019)                     | Przyrost naturalny (2019)                     | Ludność (1 stycznia 2020)                     | Przyrost naturalny (2020)                     | Ludność (1 stycznia 2021)                     | Przyrost naturalny (2021)                     | Ludność (1 stycznia 2022)                     | Przyrost naturalny (2022)                     | Ludność (1 stycznia 2023)                     | Przyrost naturalny (2023)                     | Ludność (31 grudnia 2023)                     | Przyrost naturalny (2024)                     | Ludność (1 stycznia 2025)                     | Przyrost naturalny (2025)                     |
| --------------------------------------------- | --------------------------------------------- | --------------------------------------------- | --------------------------------------------- | --------------------------------------------- | --------------------------------------------- | --------------------------------------------- | --------------------------------------------- | --------------------------------------------- | --------------------------------------------- | --------------------------------------------- | --------------------------------------------- | --------------------------------------------- | --------------------------------------------- | --------------------------------------------- | --------------------------------------------- | --------------------------------------------- | --------------------------------------------- | --------------------------------------------- |
| dolnośląskie                                  | 19 947                                        | 2 903 710                                     | 2 902 547                                     | 1163                                          | 2 901 225                                     | 1322                                          | 2 900 163                                     | 1062                                          | 2 891 321                                     | 8842                                          | 2 897 737                                     | 6416                                          | 2 888 033                                     | 9704                                          | 2 879 271                                     | 8762                                          | 2 868 242                                     | 11 029                                        |
| kujawsko-pomorskie                            | 17 972                                        | 2 083 927                                     | 2 082 944                                     | 983                                           | 2 077 775                                     | 5167                                          | 2 072 373                                     | 5402                                          | 2 061 942                                     | 10 431                                        | 2 017 720                                     | 44 222                                        | 2 006 876                                     | 10 844                                        | 1 996 003                                     | 10 873                                        | 1 984 479                                     | 11 524                                        |
| lubelskie                                     | 25 122                                        | 2 133 340                                     | 2 126 317                                     | 7023                                          | 2 117 619                                     | 8698                                          | 2 108 270                                     | 9349                                          | 2 095 258                                     | 13 012                                        | 2 038 299                                     | 56 959                                        | 2 024 637                                     | 13 662                                        | 2 011 047                                     | 13 590                                        | 1 996 440                                     | 14 607                                        |
| lubuskie                                      | 13 988                                        | 1 017 376                                     | 1 016 832                                     | 544                                           | 1 014 548                                     | 2284                                          | 1 011 592                                     | 2956                                          | 1 007 145                                     | 4447                                          | 985 487                                       | 21 658                                        | 979 976                                       | 5511                                          | 975 023                                       | 4953                                          | 969 819                                       | 5204                                          |
| łódzkie                                       | 18 219                                        | 2 485 323                                     | 2 476 315                                     | 9008                                          | 2 466 322                                     | 9993                                          | 2 454 779                                     | 11 543                                        | 2 437 970                                     | 16 809                                        | 2 394 946                                     | 43 024                                        | 2 378 483                                     | 16 463                                        | 2 362 519                                     | 15 964                                        | 2 345 924                                     | 16 595                                        |
| małopolskie                                   | 15 183                                        | 3 382 260                                     | 3 391 380                                     | 9120                                          | 3 400 577                                     | 9197                                          | 3 410 901                                     | 10 324                                        | 3 410 441                                     | 460                                           | 3 430 370                                     | 19 929                                        | 3 429 014                                     | 1356                                          | 3 429 632                                     | 618                                           | 3 429 084                                     | 548                                           |
| mazowieckie                                   | 35 558                                        | 5 365 898                                     | 5 384 617                                     | 18 719                                        | 5 403 412                                     | 18 795                                        | 5 423 168                                     | 19 756                                        | 5 425 028                                     | 1860                                          | 5 512 794                                     | 87 766                                        | 5 510 612                                     | 2182                                          | 5 510 527                                     | 85                                            | 5 508 322                                     | 2205                                          |
| opolskie                                      | 9412                                          | 993 036                                       | 990 069                                       | 2967                                          | 986 506                                       | 3563                                          | 982 626                                       | 3880                                          | 976 774                                       | 5852                                          | 948 583                                       | 28 191                                        | 942 441                                       | 6142                                          | 936 725                                       | 5716                                          | 930 296                                       | 6429                                          |
| podkarpackie                                  | 17 846                                        | 2 127 656                                     | 2 129 138                                     | 1482                                          | 2 129 015                                     | 123                                           | 2 127 164                                     | 1851                                          | 2 121 229                                     | 5935                                          | 2 085 932                                     | 35 297                                        | 2 079 098                                     | 6834                                          | 2 071 676                                     | 7422                                          | 2 062 997                                     | 8679                                          |
| podlaskie                                     | 20 187                                        | 1 186 625                                     | 1 184 548                                     | 2077                                          | 1 181 533                                     | 3015                                          | 1 178 353                                     | 3180                                          | 1 173 286                                     | 5067                                          | 1 148 720                                     | 24 566                                        | 1 143 355                                     | 5365                                          | 1 138 216                                     | 5139                                          | 1 132 641                                     | 5575                                          |
| pomorskie                                     | 18 321                                        | 2 315 611                                     | 2 324 251                                     | 8640                                          | 2 333 523                                     | 9272                                          | 2 343 928                                     | 10 405                                        | 2 346 671                                     | 2743                                          | 2 358 726                                     | 12 055                                        | 2 358 307                                     | 419                                           | 2 359 573                                     | 1266                                          | 2 359 493                                     | 80                                            |
| śląskie                                       | 12 333                                        | 4 559 164                                     | 4 548 180                                     | 10 984                                        | 4 533 565                                     | 14 615                                        | 4 517 635                                     | 15 930                                        | 4 492 330                                     | 25 305                                        | 4 375 947                                     | 116 383                                       | 4 346 702                                     | 29 245                                        | 4 320 130                                     | 26 572                                        | 4 291 441                                     | 28 689                                        |
| świętokrzyskie                                | 11 711                                        | 1 252 900                                     | 1 247 732                                     | 5168                                          | 1 241 546                                     | 6186                                          | 1 233 961                                     | 7585                                          | 1 224 626                                     | 9335                                          | 1 187 693                                     | 36 933                                        | 1 178 164                                     | 9529                                          | 1 168 499                                     | 9665                                          | 1 157 991                                     | 10 508                                        |
| warmińsko-mazurskie                           | 24 173                                        | 1 436 367                                     | 1 433 945                                     | 2422                                          | 1 428 983                                     | 4962                                          | 1 422 737                                     | 6246                                          | 1 416 495                                     | 6242                                          | 1 374 699                                     | 41 796                                        | 1 366 430                                     | 8269                                          | 1 357 910                                     | 8520                                          | 1 349 172                                     | 8738                                          |
| wielkopolskie                                 | 29 825                                        | 3 481 625                                     | 3 489 210                                     | 7585                                          | 3 493 969                                     | 4759                                          | 3 498 733                                     | 4764                                          | 3 496 450                                     | 2283                                          | 3 500 030                                     | 3580                                          | 3 493 577                                     | 6453                                          | 3 487 973                                     | 5604                                          | 3 479 986                                     | 7987                                          |
| zachodniopomorskie                            | 22 897                                        | 1 708 174                                     | 1 705 533                                     | 2641                                          | 1 701 030                                     | 4503                                          | 1 696 193                                     | 4837                                          | 1 688 047                                     | 8146                                          | 1 650 021                                     | 38 026                                        | 1 640 622                                     | 9399                                          | 1 631 784                                     | 8838                                          | 1 622 760                                     | 9024                                          |
| Polska                                        | 312 695                                       | 38 432 992                                    | 38 433 558                                    | 566                                           | 38 411 148                                    | 22 410                                        | 38 382 576                                    | 28 572                                        | 38 265 013                                    | 117 563                                       | 37 907 704                                    | 357 309                                       | 37 766 327                                    | 141 377                                       | 37 636 508                                    | 129 819                                       | 37 489 087                                    | 147 421                                       |

W 2018 liczba ludności zwiększyła się w 5 województwach, a w 11 zmalała. Według danych GUS (2018) największy dodatni przyrost naturalny odnotowano w województwach: mazowieckim (+18,5 tys.>), małopolskim (+9 tys.>), pomorskim (+8,6 tys.>) i wielkopolskim (+7,5 tys.>), natomiast największy spadek ludności odnotowano w województwach: śląskim (−10,9 tys.>), łódzkim (−9 tys.>), lubelskim (−7 tys.>), świętokrzyskim (−5,1 tys.>) i opolskim (−2,9 tys.>).
Dla porównania na początku 2021 roku zanotowano wzrost liczby ludności tylko w dwóch województwach: pomorskim (+2743) i mazowieckim (+1860). W pozostałych populacja zmniejszyła się w poprzedzającym roku. Największe spadki zanotowano w województwach: śląskim (-25 305), łódzkim (-16 809), lubelskim (-13 012) i kujawsko-pomorskim (-10 431). Były to zmiany liczby ludności podczas pierwszego roku pandemii COVID-19 w Polsce.

## Statystyka urodzeń i zgonów

### Przed II wojną światową
Pierwszy po odzyskaniu niepodległości spis ludności został przeprowadzony w 1921 r. i według niego RP liczyła 27,2 mln mieszkańców (co dawało Polsce 6. miejsce w Europie). RP miała jednakże jeden z najwyższych w Europie wskaźników przyrostu naturalnego, wynoszący w 1921 r. 12 promili, a w 1923 r. aż 18 promili rocznie. Tak wysoki przyrost naturalny był spowodowany tzw. kompensacją, czyli gwałtownym wzrostem liczby urodzeń, następującym po okresie utrzymywania się bardzo niskiego (wręcz ujemnego) przyrostu naturalnego, wywołanym ustaniem czynników, które dotychczas ograniczały liczbę urodzeń (czyli wojny i związanych z nią problemów – dużej śmiertelności, trudnych warunków życia itd.). W przypadku II RP wpływ na przyrost naturalny mógł mieć również optymizm dominujący po odzyskaniu niepodległości w społeczeństwie polskim.
Drugi spis został przeprowadzony w 1931 r., wynikało z niego, że ludność Polski wynosiła 32,1 mln osób, ale nastąpił spadek wysokości przyrostu naturalnego, co wywołane było głównie tzw. Wielkim Kryzysem Gospodarczym lat 1929–1933 i jego następstwami (bezrobocie, drożyzna, pauperyzacja ludności itd.). Według danych GUS ludność Polski na dzień 1 stycznia 1936 wynosiła 33,823 mln mieszkańców (o 405 tys. więcej niż 1 stycznia 1935). W 1939 r. liczba ludności II RP (w granicach z XI 1938 r., czyli po aneksji Zaolzia) wynosiła 35,1 mln, co nadal dawało 6. miejsce w Europie. Dla porównania liczba mieszkańców III RP wynosi ok. 38,5 mln.
| Rok  | Średnia populacja (w tys.) | Urodzenia | Zgony   | Przyrost naturalny | Współczynnik urodzeń (na 1000) | Współczynnik zgonów (na 1000) | Przyrost naturalny (na 1000) |
| ---- | -------------------------- | --------- | ------- | ------------------ | ------------------------------ | ----------------------------- | ---------------------------- |
| 1921 | 27 150                     | 890 000   | 568 000 | 322 000            | 32,8                           | 20,9                          | 11,9                         |
| 1922 | 27 860                     | 983 000   | 555 000 | 428 000            | 35,3                           | 19,9                          | 15,4                         |
| 1923 | 28 210                     | 1 015 000 | 494 000 | 521 000            | 36,0                           | 17,5                          | 18,5                         |
| 1924 | 28 550                     | 1 000 000 | 519 000 | 481 000            | 35,0                           | 18,2                          | 16,8                         |
| 1925 | 29 290                     | 1 037 000 | 492 000 | 545 000            | 35,4                           | 16,8                          | 18,6                         |
| 1926 | 29 900                     | 989 000   | 533 000 | 456 000            | 33,1                           | 17,8                          | 15,3                         |
| 1927 | 30 330                     | 958 000   | 525 000 | 433 000            | 31,6                           | 17,3                          | 14,3                         |
| 1928 | 30 760                     | 984 000   | 505 000 | 479 000            | 32,0                           | 16,4                          | 15,6                         |
| 1929 | 31 090                     | 988 000   | 520 000 | 468 000            | 31,8                           | 16,7                          | 15,1                         |
| 1930 | 31 440                     | 1 016 000 | 490 000 | 526 000            | 32,3                           | 15,6                          | 16,7                         |
| 1931 | 31 970                     | 966 000   | 495 000 | 471 000            | 30,2                           | 15,5                          | 14,7                         |
| 1932 | 32 383                     | 932 000   | 487 000 | 445 000            | 28,9                           | 15,0                          | 13,9                         |
| 1933 | 32 810                     | 869 000   | 466 000 | 403 000            | 26,5                           | 14,2                          | 12,3                         |
| 1934 | 33 201                     | 881 615   | 479 684 | 401 931            | 26,6                           | 14,4                          | 12,1                         |
| 1935 | 33 601                     | 876 667   | 470 998 | 405 669            | 26,1                           | 14,0                          | 12,1                         |
| 1936 | 34 002                     | 892 320   | 482 633 | 409 687            | 26,2                           | 14,2                          | 12,0                         |
| 1937 | 34 359                     | 856 064   | 481 594 | 374 470            | 24,9                           | 14,0                          | 10,9                         |
| 1938 | 34 923                     | 849 873   | 479 602 | 370 271            | 24,3                           | 13,7                          | 10,6                         |

### Po II wojnie światowej
| Rok  | Populacja (w tys., stan na 31.12.) | Urodzenia żywe | Zgony ogółem | Przyrost naturalny | Współ. urodzeń żywych (na 1000) | Współ. zgonów (na 1000) | Przyrost naturalny (na 1000) | Dzietność | Imigracja | Emigracja | Saldo Migracji |
| ---- | ---------------------------------- | -------------- | ------------ | ------------------ | ------------------------------- | ----------------------- | ---------------------------- | --------- | --------- | --------- | -------------- |
| 1946 | 23 640                             | 622 500        | 241 800      | 380 700            | 26,2                            | 10,2                    | 16,0                         |           |           |           |                |
| 1947 | 23 754                             | 681 200        | 258 400      | 422 800            | 28,7                            | 10,9                    | 17,8                         |           |           |           |                |
| 1948 | 24 211                             | 704 800        | 267 300      | 437 500            | 29,4                            | 11,2                    | 18,2                         |           |           |           |                |
| 1949 | 24 613                             | 725 100        | 280 500      | 444 600            | 29,7                            | 11,5                    | 18,2                         |           |           |           |                |
| 1950 | 25 035                             | 763 100        | 288 700      | 474 400            | 30,7                            | 11,6                    | 19,1                         |           |           |           |                |
| 1951 | 25 507                             | 783 600        | 312 300      | 471 300            | 31,0                            | 12,4                    | 18,6                         |           |           |           |                |
| 1952 | 25 999                             | 779 000        | 286 700      | 492 300            | 30,2                            | 11,1                    | 19,1                         |           |           |           |                |
| 1953 | 26 511                             | 779 000        | 266 500      | 512 500            | 29,7                            | 10,2                    | 19,5                         |           |           |           |                |
| 1954 | 27 012                             | 778 100        | 276 400      | 501 700            | 29,1                            | 10,3                    | 18,8                         |           |           |           |                |
| 1955 | 27 550                             | 793 800        | 261 600      | 532 200            | 29,1                            | 9,6                     | 19,5                         |           |           |           |                |
| 1956 | 28 080                             | 779 800        | 249 600      | 530 200            | 28,1                            | 9,0                     | 19,1                         |           |           |           |                |
| 1957 | 28 540                             | 782 300        | 269 100      | 513 200            | 27,6                            | 9,5                     | 18,1                         |           |           |           |                |
| 1958 | 29 000                             | 755 500        | 241 400      | 514 100            | 26,3                            | 8,4                     | 17,9                         |           |           |           |                |
| 1959 | 29 480                             | 722 900        | 252 400      | 470 500            | 24,7                            | 8,6                     | 16,1                         |           |           |           |                |
| 1960 | 29 795                             | 669 500        | 224 200      | 445 300            | 22,6                            | 7,6                     | 15,0                         | 2,98      |           |           |                |
| 1961 | 30 133                             | 627 600        | 227 700      | 399 900            | 20,9                            | 7,6                     | 13,3                         | 2,83      |           |           |                |
| 1962 | 30 484                             | 599 500        | 239 200      | 360 300            | 19,8                            | 7,9                     | 11,9                         | 2,72      |           |           |                |
| 1963 | 30 940                             | 589 300        | 231 200      | 358 100            | 19,2                            | 7,5                     | 11,7                         | 2,70      |           |           |                |
| 1964 | 31 339                             | 563 900        | 237 000      | 326 900            | 18,1                            | 7,6                     | 10,5                         | 2,57      |           |           |                |
| 1965 | 31 551                             | 547 400        | 233 400      | 314 000            | 17,4                            | 7,4                     | 10,0                         | 2,52      |           |           |                |
| 1966 | 31 811                             | 531 300        | 233 900      | 297 400            | 16,8                            | 7,4                     | 9,4                          | 2,33      |           |           |                |
| 1967 | 32 163                             | 521 800        | 249 100      | 272 700            | 16,3                            | 7,8                     | 8,5                          | 2,30      |           |           |                |
| 1968 | 32 426                             | 525 800        | 245 700      | 280 100            | 16,2                            | 7,6                     | 8,6                          | 2,24      |           |           |                |
| 1969 | 32 671                             | 532 800        | 264 500      | 268 300            | 16,3                            | 8,1                     | 8,2                          | 2,20      |           |           |                |
| 1970 | 32 658                             | 547 800        | 268 600      | 279 200            | 16,8                            | 8,3                     | 8,5                          | 2,22      |           |           |                |
| 1971 | 32 909                             | 564 400        | 285 800      | 278 600            | 17,2                            | 8,7                     | 8,5                          | 2,25      |           |           |                |
| 1972 | 33 202                             | 577 900        | 267 400      | 310 500            | 17,5                            | 8,1                     | 9,4                          | 2,24      |           |           |                |
| 1973 | 33 512                             | 600 900        | 279 500      | 321 400            | 18,0                            | 8,4                     | 9,6                          | 2,24      |           |           |                |
| 1974 | 33 846                             | 623 700        | 279 700      | 344 000            | 18,5                            | 8,3                     | 10,2                         | 2,26      |           |           |                |
| 1975 | 34 185                             | 646 400        | 299 500      | 346 900            | 19,0                            | 8,8                     | 10,2                         | 2,270     |           |           |                |
| 1976 | 34 528                             | 672 800        | 306 800      | 366 000            | 19,6                            | 8,9                     | 10,7                         | 2,302     |           |           |                |
| 1977 | 34 850                             | 665 200        | 315 600      | 349 600            | 19,2                            | 9,1                     | 10,1                         | 2,230     |           |           |                |
| 1978 | 35 081                             | 669 300        | 328 100      | 341 200            | 19,1                            | 9,4                     | 9,7                          | 2,205     |           |           |                |
| 1979 | 35 414                             | 691 300        | 326 000      | 365 300            | 19,6                            | 9,3                     | 10,3                         | 2,280     |           |           |                |
| 1980 | 35 735                             | 695 800        | 353 200      | 342 600            | 19,5                            | 9,9                     | 9,6                          | 2,276     |           |           |                |
| 1981 | 36 062                             | 681 700        | 331 900      | 349 800            | 19,0                            | 9,3                     | 9,7                          | 2,235     |           |           |                |
| 1982 | 36 399                             | 705 400        | 337 900      | 367 500            | 19,5                            | 9,3                     | 10,2                         | 2,336     |           |           |                |
| 1983 | 36 745                             | 723 600        | 352 200      | 371 400            | 19,7                            | 9,6                     | 10,1                         | 2,416     |           |           |                |
| 1984 | 37 063                             | 701 700        | 367 600      | 334 100            | 19,0                            | 10,0                    | 9,0                          | 2,372     |           |           |                |
| 1985 | 37 341                             | 680 100        | 384 000      | 296 100            | 18,2                            | 10,3                    | 7,9                          | 2,329     |           |           |                |
| 1986 | 37 572                             | 637 200        | 378 800      | 258 400            | 17,0                            | 10,1                    | 6,9                          | 2,217     |           |           |                |
| 1987 | 37 764                             | 607 800        | 380 700      | 227 100            | 16,1                            | 10,1                    | 6,0                          | 2,154     |           |           |                |
| 1988 | 37 885                             | 589 900        | 373 000      | 216 900            | 15,6                            | 9,9                     | 5,7                          | 2,126     |           |           |                |
| 1989 | 37 988                             | 564 400        | 383 100      | 181 300            | 14,8                            | 10,0                    | 4,8                          | 2,063     |           |           |                |
| 1990 | 38 073                             | 547 720        | 390 300      | 157 420            | 14,3                            | 10,2                    | 4,1                          | 1,989     |           |           |                |
| 1991 | 38 144                             | 547 719        | 405 700      | 142 019            | 14,3                            | 10,6                    | 3,7                          | 1,976     |           |           |                |
| 1992 | 38 203                             | 515 214        | 394 700      | 120 514            | 13,5                            | 10,3                    | 3,2                          | 1,849     |           |           |                |
| 1993 | 38 239                             | 494 310        | 392 300      | 102 010            | 12,9                            | 10,2                    | 2,7                          | 1,767     |           |           |                |
| 1994 | 38 265                             | 481 285        | 386 400      | 94 885             | 12,6                            | 10,1                    | 2,5                          | 1,720     |           |           |                |
| 1995 | 38 284                             | 433 109        | 386 100      | 47 009             | 11,3                            | 10,1                    | 1,2                          | 1,545     |           |           |                |
| 1996 | 38 294                             | 428 203        | 385 500      | 42 703             | 11,2                            | 10,1                    | 1,1                          | 1,525     |           |           |                |
| 1997 | 38 290                             | 412 635        | 380 200      | 32 435             | 10,8                            | 9,9                     | 0,9                          | 1,468     |           |           |                |
| 1998 | 38 277                             | 395 619        | 375 300      | 20 319             | 10,3                            | 9,9                     | 0,5                          | 1,407     |           |           |                |
| 1999 | 38 263,3                           | 382 002        | 381 400      | 602                | 10,0                            | 10,0                    | 0,0                          | 1,373     |           |           |                |
| 2000 | 38 254,0                           | 378 348        | 368 000      | 10 348             | 9,9                             | 9,6                     | 0,3                          | 1,367     |           |           |                |
| 2001 | 38 242,2                           | 368 205        | 363 200      | 5005               | 9,6                             | 9,5                     | 0,1                          | 1,315     |           |           |                |
| 2002 | 38 218,5                           | 353 765        | 359 500      | −5 735             | 9,3                             | 9,4                     | −0,1                         | 1,249     |           |           |                |
| 2003 | 38 190,6                           | 351 072        | 365 200      | −14 128            | 9,2                             | 9,6                     | −0,4                         | 1,222     |           |           |                |
| 2004 | 38 173,8                           | 356 131        | 363 500      | −7 369             | 9,3                             | 9,5                     | −0,2                         | 1,227     |           |           |                |
| 2005 | 38 157,1                           | 364 383        | 368 300      | −3 883             | 9,6                             | 9,7                     | −0,1                         | 1,243     |           |           |                |
| 2006 | 38 125,5                           | 374 244        | 369 700      | 4544               | 9,8                             | 9,7                     | 0,1                          | 1,267     |           |           |                |
| 2007 | 38 115,6                           | 387 873        | 377 200      | 10 673             | 10,2                            | 9,9                     | 0,3                          | 1,306     |           |           |                |
| 2008 | 38 135,9                           | 414 499        | 379 400      | 35 099             | 10,9                            | 10,0                    | 0,9                          | 1,390     |           |           |                |
| 2009 | 38 167,3                           | 417 589        | 384 900      | 32 689             | 11,0                            | 10,1                    | 0,9                          | 1,398     |           |           |                |
| 2010 | 38 529,9                           | 413 300        | 378 500      | 34 800             | 10,7                            | 9,8                     | 0,9                          | 1,376     |           |           |                |
| 2011 | 38 538,4                           | 388 416        | 375 500      | 12 916             | 10,1                            | 9,7                     | 0,3                          | 1,297     |           |           |                |
| 2012 | 38 533,3                           | 386 257        | 384 800      | 1457               | 10,0                            | 10,0                    | 0,0                          | 1,299     |           |           |                |
| 2013 | 38 495,7                           | 369 576        | 387 300      | −17 724            | 9,6                             | 10,1                    | −0,5                         | 1,256     |           |           |                |
| 2014 | 38 478,6                           | 375 160        | 376 500      | −1 340             | 9,7                             | 9,8                     | −0,1                         | 1,290     |           |           |                |
| 2015 | 38 437,2                           | 369 308        | 394 921      | −25 613            | 9,6                             | 10,3                    | −0,7                         | 1,289     | 12 330    | 28 080    | −15 750        |
| 2016 | 38 433                             | 382 257        | 388 009      | −5 752             | 9,9                             | 10,1                    | −0,2                         | 1,357     | 13 475    | 11 970    | 1 505          |
| 2017 | 38 434                             | 402 000        | 402 852      | −852               | 10,5                            | 10,5                    | 0,0                          | 1,450     | 13 324    | 11 888    | 1 434          |
| 2018 | 38 411                             | 388 200        | 414 200      | −25 789            | 10,1                            | 10,8                    | −0,7                         | 1,435     | 15 461    | 11 849    | 3 612          |
| 2019 | 38 383                             | 374 800        | 409 709      | −34 909            | 9,8                             | 10,7                    | −0,9                         | 1,419     | 16 900    | 10 700    | 6 200          |
| 2020 | 38 268                             | 354 700        | 477 335      | –122 635           | 9,2                             | 12,4                    | –3,2                         | 1,378     |           |           | 7 000          |
| 2021 | 37 907                             | 331 000        | 519 000      | –188 000           | 8,7                             | 13,6                    | –4,9                         |           |           |           |                |
| 2022 | 37 766                             | 305 100        | 448 400      | –143 300           | 8,1                             | 11,9                    | –3,8                         |           |           |           |                |
| 2023 | 37 677                             | 272 000        | 409 000      | –137 000           |                                 |                         |                              |           |           |           |                |
| 2024 | 37 490                             | 251 900        | 408 500      | –156 600           |                                 |                         |                              |           |           |           |                |

## Imigracja i obcokrajowcy

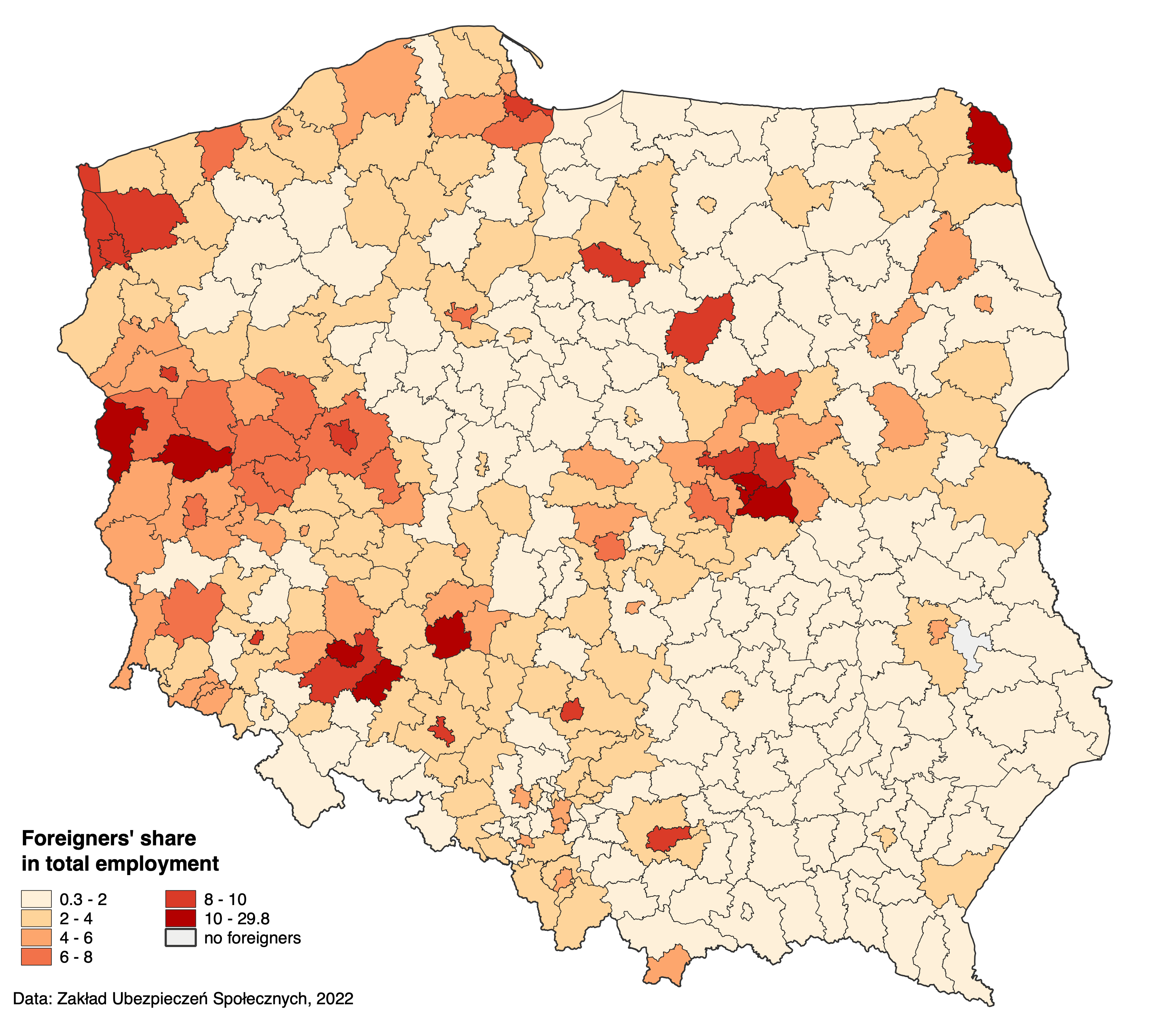
Imigranci obecni są przede wszystkim w większych miastach i na zachodzie

Polska, historycznie kraj emigracyjny, odnotowała wzrost imigracji dopiero po 2014 r., kiedy rozwijająca się gospodarka zaczęła przyciągać zagraniczną siłę roboczą, szczególnie z sąsiedniej Ukrainy, której gospodarka została dotknięta wojną w Donbasie (2014–2022). Oficjalne statystyki Polski dotyczące imigracji są rozproszone i niekompletne, a skomplikowany system imigracyjny z wieloma różnymi drogami imigracji sprawia, że ocena rzeczywistej wielkości imigracji do Polski jest trudna.

### Dane spisowe
Główny Urząd Statystyczny (GUS), polski główny urząd statystyczny, opublikował wiele odrębnych zestawień cudzoziemców mieszkających w Polsce na potrzeby spisu powszechnego na rok 2021. GUS naliczył 445 176 cudzoziemców w stosunku do ludności zamieszkałej w Polsce (udział 1,2%) i 111 814 cudzoziemców w stosunku do ludności urzędowej Polski (udział 0,3%).
Naliczono także, że 1 433 779 cudzoziemców przebywających czasowo w Polsce (w tym 309 309 przebywało w Polsce dłużej niż 12 miesięcy).  Nie jest jasne, w jakim stopniu te populacje się pokrywają.
| Narodowość  | Mieszkający na co dzień |
| ----------- | ----------------------- |
| Ukraina     | 533 663                 |
| Białoruś    | 142 548                 |
| Gruzja      | 25 436                  |
| Indie       | 24 626                  |
| Rosja       | 18 234                  |
| Niemcy      | 13 988                  |
| Turcja      | 13 690                  |
| Uzbekistan  | 11 679                  |
| Wietnam     | 11 219                  |
| Mołdawia    | 8 621                   |
| Filipiny    | 8 298                   |
| Włochy      | 7 530                   |
| Azerbejdżan | 5 885                   |
| Nepal       | 5 676                   |
| Bangladesz  | 5 624                   |
| Rumunia     | 5 345                   |
| Chiny       | 5 159                   |
| Bułgaria    | 4 612                   |
| Kolumbia    | 4 523                   |
| Hiszpania   | 4 486                   |
| Indonezja   | 4 484                   |
| Francja     | 4 440                   |
| Armenia     | 4 424                   |
| Zimbabwe    | 4 029                   |
| Kazachstan  | 3 729                   |

### Migracja do pracy
Większość cudzoziemców spoza Unii Europejskiej imigruje do Polski za pośrednictwem różnego rodzaju schematów pracy. Istnieją dwa podstawowe typy zezwolenia na pracę „zezwolenie na pracę”  oraz „oświadczenie o powierzeniu pracy cudzoziemcowi”.

#### Pozwolenia na pracę
Zezwolenie na pracę może zostać wydane każdemu cudzoziemcowi spoza Unii Europejskiej, który nie jest uchodźcą i nie posiada jeszcze zezwolenia na pobyt w Polsce. Zezwolenie na pracę wymaga przeprowadzenia testu rynku pracy i może być wydawane na okres do 3 lat. W 2022 r. 61,1% zezwoleń na pracę wydano na okres co najmniej 12 miesięcy (w tym 49,2% na 24 miesiące i dłużej), a 38,5% na okres 6–12 miesięcy. Mniej niż 0,4% zostało wydanych na okres krótszy niż 6 miesięcy.
| Kraj                                        | 2011 (Mężczyźni/Kobiety) | 2012 (Mężczyźni/Kobiety) | 2013 (Mężczyźni/Kobiety) | 2014 (Mężczyźni/Kobiety) | 2015 (Mężczyźni/Kobiety)) | 2016 (Mężczyźni/Kobiety) | 2017 (Mężczyźni/Kobiety) | 2018 (Mężczyźni/Kobiety) | 2019 (Mężczyźni/Kobiety)  | 2020 (Mężczyźni/Kobiety)  | 2021 (Mężczyźni/Kobiety)  | 2022 (Mężczyźni/Kobiety) | 2023 (Mężczyźni/Kobiety) | 2024 (Mężczyźni/Kobiety) (half a year) | Total (Mężczyźni/Kobiety)     |
| ------------------------------------------- | ------------------------ | ------------------------ | ------------------------ | ------------------------ | ------------------------- | ------------------------ | ------------------------ | ------------------------ | ------------------------- | ------------------------- | ------------------------- | ------------------------ | ------------------------ | -------------------------------------- | ----------------------------- |
| Ukraina                                     | 18,669 (11,293/7,376)    | 20,295 (11,866/8,429)    | 20,416 (11,460/8,956)    | 26,315 (16,015/10,300)   | 50,465 (35,317/15,148)    | 106,223 (75,839/30,384)  | 192,547 (137,495/55,052) | 238,334 (173,946/64,388) | 330,495 (235,889/94,606)  | 295,272 (204,343/90,929)  | 325,213 (229,699/95,514)  | 85,074 (60,943/24,131)   | 7,298 (4,148/3,150)      | 2,369 (1,412/957)                      | 1,718,985 (1,209,575/509,320) |
| Białoruś                                    | 1,725 (1,427/298)        | 1,949 (1,597/352)        | 2,004 (1,641/363)        | 1,834 (1,540/294)        | 2,037 (1,852/185)         | 4,870 (4,557/313)        | 10,518 (9,684/834)       | 19,233 (17,700/1,533)    | 27,130 (24,216/2,914)     | 27,304 (23,847/3,457)     | 34,830 (30,343/4,487)     | 18,418 (15,868/2,550)    | 6,383 (5,083/1,300)      | 2,452 (1,930/522)                      | 160,687 (141,285/19,402)      |
| Indie                                       | 1,055 (995/60)           | 1,090 (999/91)           | 1,300 (1,184/116)        | 1,242 (1,096/146)        | 1,425 (1,272/153)         | 1,772 (1,538/234)        | 3,938 (3,539/399)        | 8,362 (7,775/587)        | 8,063 (7,412/651)         | 8,184 (7,696/488)         | 15,326 (14,348/978)       | 41,640 (39,706/1,934)    | 45,998 (44,238/1,760)    | 18,632 (17,788/844)                    | 158,027 (149,586/8,441)       |
| Nepal                                       | 1,202 (928/274)          | 486 (384/102)            | 525 (412/113)            | 402 (343/59)             | 596 (507/89)              | 1,211 (1,077/134)        | 7,075 (6,239/836)        | 19,912 (17,758/2,154)    | 9,175 (7,996/1,109)       | 5,708 (4,917/791)         | 10,853 (9,424/1,429)      | 20,045 (17,685/2,360)    | 35,287 (30,339/4,948)    | 19,580 (16,962/2,618)                  | 132,057 (115,041/17,016)      |
| Uzbekistan                                  | 619 (606/13)             | 958 (893/65)             | 948 (859/89)             | 1,060 (970/90)           | 1,433 (1,293/140)         | 836 (796/40)             | 1,409 (1,338/71)         | 2,634 (2,539/95)         | 6,309 (6,048/261)         | 5,873 (5,593/280)         | 15,002 (14,191/811)       | 33,373 (31,481/1,892)    | 27,959 (26,623/1,336)    | 14,068 (13,481/587)                    | 112,481 (106,711/5,770)       |
| Filipiny                                    | 277 (130/147)            | 181 (79/102)             | 227 (61/166)             | 246 (128/118)            | 179 (67/112)              | 249 (116/133)            | 733 (330/403)            | 2,057 (1,317/740)        | 6,317 (3,796/2,521)       | 7,391 (4,165/3,226)       | 13,279 (6,886/6,393)      | 22,557 (11,066/11,491)   | 29,154 (15,589/13,565)   | 20,337 (12,889/7,448)                  | 103,184 (56,619/46,565)       |
| Bangladesz                                  | 680 (667/13)             | 233 (225/8)              | 314 (308/6)              | 283 (280/3)              | 319 (311/8)               | 721 (714/7)              | 2,412 (2,342/70)         | 8,341 (8,207/134)        | 6,986 (6,873/113)         | 3,758 (3,680/78)          | 7,524 (7,457/67)          | 13,539 (13,415/124)      | 27,896 (27,645/251)      | 11,368 (11,241/127)                    | 84,374 (83,365/1,009)         |
| Turcja                                      | 1,187 (1,130/57)         | 1,063 (1,022/41)         | 967 (905/62)             | 689 (644/45)             | 550 (506/44)              | 672 (615/57)             | 1,228 (1,131/97)         | 1,481 (1,378/103)        | 2,936 (2,824/112)         | 2,641 (2,520/121)         | 7,351 (6,967/384)         | 25,004 (23,827/1,177)    | 25,934 (24,162/1,772)    | 8,734 (8,114/620)                      | 80,437 (75,745/4,692)         |
| Mołdawia                                    | 1,017 (716/301)          | 616 (463/153)            | 699 (501/198)            | 1,027 (696/331)          | 1,488 (985/503)           | 2,844 (1,967/877)        | 3,792 (2,766/1,026)      | 6,035 (4,499/1,536)      | 8,341 (6,138/2,203)       | 7,616 (5,548/2,068)       | 7,958 (5,968/1,990)       | 1,828 (1,441/387)        | 245 (210/35)             | 94 (73/21)                             | 43,600 (31,971/11,629)        |
| Wietnam                                     | 2,504 (1,610/894)        | 2,302 (1,475/827)        | 2,230 (1,422/808)        | 2,369 (1,595/774)        | 732 (530/202)             | 439 (327/112)            | 658 (496/162)            | 1,313 (1,032/281)        | 3,367 (2,793/574)         | 2,992 (2,323/669)         | 3,427 (2,575/852)         | 5,908 (4,354/1,554)      | 9,854 (7,378/2,476)      | 4,995 (3,739/1,256)                    | 43,090 (31,649/11,441)        |
| Indonezja                                   | 77 (46/31)               | 88 (44/44)               | 100 (25/75)              | 94 (21/73)               | 75 (22/53)                | 111 (48/63)              | 148 (52/96)              | 352 (227/125)            | 2,023 (1,669/354)         | 3,885 (3,438/447)         | 7,899 (6,651/1,248)       | 10,011 (8,489/1,522)     | 9,405 (7,808/1,597)      | 6,565 (5,386/1,179)                    | 40,833 (33,926/6,907)         |
| Kazachstan                                  | 282 (256/26)             | 104 (66/38)              | 118 (72/46)              | 126 (80/46)              | 74 (46/28)                | 112 (82/30)              | 321 (229/92)             | 803 (634/169)            | 1,689 (1,255/434)         | 2,464 (1,780/684)         | 4,585 (3,362/1,223)       | 8,883 (6,796/2,087)      | 10,298 (7,584/2,714)     | 5,740 (3,901/1,839)                    | 35,599 (26,143/9,456)         |
| Gruzja                                      | 157 (114/43)             | 174 (131/43)             | 203 (165/38)             | 225 (172/53)             | 88 (68/20)                | 142 (113/29)             | 398 (355/43)             | 2,752 (2,488/264)        | 7,438 (6,479/959)         | 8,213 (7,033/1,180)       | 9,267 (7,798/1,469)       | 4,285 (3,792/493)        | 819 (753/66)             | 274 (244/30)                           | 34,435 (29,705/4,730)         |
| Azerbejdżan                                 | 55 (47/8)                | 78 (65/13)               | 96 (80/16)               | 103 (90/13)              | 116 (99/17)               | 193 (167/26)             | 1,336 (1,101/235)        | 3,302 (2,906/366)        | 3,183 (2,939/244)         | 2,125 (1,937/188)         | 3,782 (3,401/381)         | 7,769 (7,118/651)        | 8,206 (7,584/622)        | 3,447 (3,192/255)                      | 33,791 (30,756/3,035)         |
| Kolumbia                                    | 23 (20/3)                | 32 (24/8)                | 30 (21/9)                | 28 (22/6)                | 25 (18/7)                 | 29 (20/9)                | 48 (38/10)               | 91 (77/14)               | 156 (121/35)              | 190 (138/52)              | 243 (183/60)              | 4,129 (3,187/942)        | 11,945 (9,041/2,904)     | 15,780 (11,554/4,226)                  | 32,749 (24,464/8,285)         |
| Chiny                                       | 5,854 (4,137/1,717)      | 3,247 (2,105/1,142)      | 3,089 (2,041/1,048)      | 2,133 (1,439/694)        | 1,288 (880/408)           | 1,205 (885/320)          | 1,179 (895/284)          | 1,473 (1,135/338)        | 1,935 (1,447/488)         | 1,380 (1,065/315)         | 1,720 (1,295/425)         | 2,233 (1,664/569)        | 2,618 (1,933/685)        | 884 (696/188)                          | 30,238 (21,617/8,621)         |
| Turkmenistan                                | 2 (1/1)                  | 3 (2/1)                  | 4 (3/1)                  | 6 (6/0)                  | 5 (4/1)                   | 4 (4/0)                  | 16 (14/2)                | 42 (35/7)                | 317 (296/21)              | 961 (891/70)              | 2,648 (2,317/331)         | 11,919 (10,258/1,661)    | 8,779 (7,795/984)        | 5,479 (4,772/707)                      | 30,185 (26,398/3,787)         |
| Rosja                                       | 549 (324/225)            | 719 (409/310)            | 822 (483/339)            | 654 (385/269)            | 579 (386/193)             | 1,008 (738/270)          | 1,433 (1,028/405)        | 1,903 (1,402/501)        | 2,862 (2,135/727)         | 3,371 (2,466/905)         | 6,228 (4,493/1,735)       | 2,330 (1,817/513)        | 2,407 (1,697/710)        | 1,121 (773/348)                        | 25,986 (18,536/7,450)         |
| Kirgistan                                   | 28 (14/14)               | 36 (27/9)                | 68 (40/28)               | 133 (93/40)              | 42 (29/13)                | 19 (14/5)                | 81 (57/24)               | 654 (565/89)             | 1,283 (828/455)           | 1,095 (710/385)           | 2,464 (2,032/432)         | 8,051 (7,136/915)        | 6,487 (5,531/956)        | 5,331 (4,223/1,108)                    | 25,772 (21,299/4,473)         |
| Pakistan                                    | 184 (172/12)             | 366 (354/12)             | 233 (223/10)             | 274 (264/10)             | 184 (174/10)              | 187 (179/8)              | 427 (403/24)             | 1,065 (1,026/39)         | 911 (877/34)              | 815 (799/16)              | 1,526 (1,476/50)          | 4,645 (4,555/90)         | 7,393 (7,291/102)        | 4,709 (4,658/51)                       | 22,919 (22,451/468)           |
| Tadżykistan                                 | 91 (87/4)                | 51 (48/3)                | 45 (42/3)                | 103 (93/10)              | 59 (56/3)                 | 98 (92/6)                | 353 (335/18)             | 868 (846/22)             | 1,323 (1,277/46)          | 1,186 (1,134/52)          | 2,527 (2,429/98)          | 5,380 (5,194/186)        | 3,395 (3,284/111)        | 1,747 (1,688/59)                       | 17,226 (16,605/621)           |
| Korea Południowa                            | 550 (492/58)             | 508 (448/60)             | 520 (441/79)             | 301 (253/48)             | 153 (136/17)              | 150 (124/26)             | 219 (195/24)             | 720 (676/44)             | 1,838 (1,737/101)         | 2,967 (2,837/130)         | 2,057 (1,951/106)         | 1,884 (1,758/126)        | 1,618 (1,510/108)        | 726 (673/53)                           | 14,211 (13,231/980)           |
| Zimbabwe                                    | 7 (7/0)                  | 12 (12/0)                | 12 (12/0)                | 9 (9/0)                  | 3 (3/0)                   | 9 (8/1)                  | 12 (8/4)                 | 13 (11/2)                | 40 (27/13)                | 116 (57/59)               | 360 (244/116)             | 815 (658/157)            | 5,017 (4,634/383)        | 3,882 (3,250/632)                      | 10,307 (8,940/1,367)          |
| Sri Lanka                                   | 54 (49/5)                | 39 (27/12)               | 47 (43/4)                | 16 (14/2)                | 42 (35/7)                 | 42 (32/10)               | 73 (65/8)                | 302 (274/28)             | 835 (782/53)              | 281 (248/33)              | 541 (485/56)              | 1,627 (1,471/156)        | 3,174 (2,807/367)        | 1,973 (1,746/227)                      | 9,046 (8,078/968)             |
| Serbia                                      | 164 (143/21)             | 188 (162/26)             | 274 (239/35)             | 613 (518/95)             | 650 (599/51)              | 804 (705/99)             | 878 (804/74)             | 930 (867/63)             | 911 (841/70)              | 811 (747/64)              | 5 (4/1)                   | 1,311 (1,199/112)        | 884 (821/63)             | 430 (402/28)                           | 8,853 (8,051/802)             |
| Kosovo                                      | 46 (46/0)                | 24 (21/3)                | 3 (3/0)                  | 40 (40/0)                | 24 (23/1)                 | 88 (82/6)                | 640 (571/69)             | 522 (490/32)             | 740 (680/60)              | 1,045 (940/105)           | 943 (831/112)             | 1,730 (1,600/130)        | 725 (667/58)             | 74 (68/6)                              | 6,644 (6,062/582)             |
| Etiopia                                     | 10 (7/3)                 | 14 (4/10)                | 4 (1/3)                  | 2 (2/0)                  | 1 (1/0)                   | 0                        | 17 (15/2)                | 328 (224/104)            | 505 (348/157)             | 1,033 (812/221)           | 2,165 (1,713/452)         | 535 (425/110)            | 431 (330/101)            | 258 (188/70)                           | 5,303 (4,070/1,233)           |
|                                             |                          |                          |                          |                          |                           |                          |                          |                          |                           |                           |                           |                          |                          |                                        |                               |
| Inni                                        | 3,740 (2,882/858)        | 4,288 (3,344/944)        | 3,780 (2,801/979)        | 3,336 (2,474/862)        | 3,154 (2,397/757)         | 3,356 (2,574/782)        | 3,737 (2,826/911)        | 4,946 (3,843/1,103)      | 7,630 (5,748/1,882)       | 7,819 (6,030/1,789)       | 14,176 (10,852/3,324)     | 20,567 (15,822/4,745)    | 21,021 (16,151/4,870)    | 12,492 (9,617/2,875)                   | 114,042 (87,361/26,681)       |
|                                             |                          |                          |                          |                          |                           |                          |                          |                          |                           |                           |                           |                          |                          |                                        |                               |
| Europa                                      | 22,471 (14,230/8,241)    |                          |                          |                          |                           |                          |                          |                          |                           |                           |                           |                          |                          |                                        |                               |
| Afryka Północna/Bliski Wschód/Azja Środkowa | 3,491 (3,075/416)        |                          |                          |                          |                           |                          |                          |                          |                           |                           |                           |                          |                          |                                        |                               |
| Azja Południowa                             | 3,182 (2,818/364)        |                          |                          |                          |                           |                          |                          |                          |                           |                           |                           |                          |                          |                                        |                               |
| Azja Wschodnia i Południowo-Wschodnia       |                          |                          |                          |                          |                           |                          |                          |                          |                           |                           |                           |                          |                          |                                        |                               |
| Afryka Subsaharyjska                        |                          |                          |                          |                          |                           |                          |                          |                          |                           |                           |                           |                          |                          |                                        |                               |
| Ameryki                                     |                          |                          |                          |                          |                           |                          |                          |                          |                           |                           |                           |                          |                          |                                        |                               |
| Oceania                                     |                          |                          |                          |                          |                           |                          |                          |                          |                           |                           |                           |                          |                          |                                        |                               |
| Łącznie                                     | 40,808 (28,346/12,462)   | 39,144 (26,296/12,848)   | 39,078 (25,488/13,590)   | 43,663 (29,282/14,381)   | 65,786 (47,616/18,170)    | 127,394 (93,413/33,981)  | 235,626 (174,351/61,275) | 328,768 (253,907/74,861) | 444,738 (333,541/111,197) | 406,496 (297,694/108,802) | 504,172 (379,648/124,524) | 365,490 (302,725/62,765) | 320,630 (272,636/47,994) | 173,541 (144,660/28,881)               | 3,135,061 (2,409,330/725,731) |

## Bezrobocie w Polsce od 2003

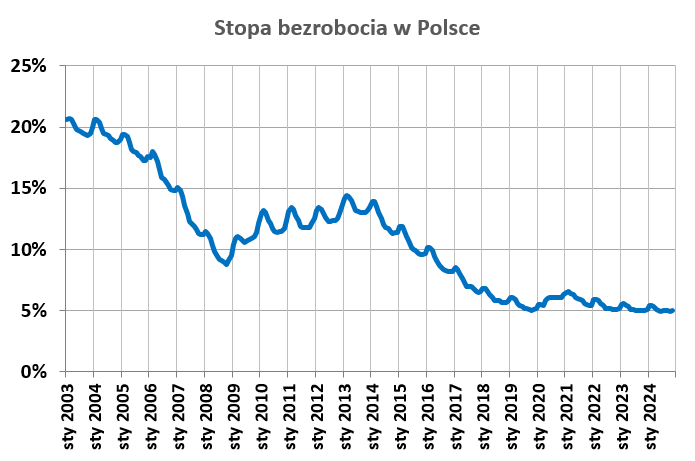
Stopa bezrobocia w Polsce od 2003 roku. Dane Głównego Urzędu Statystycznego.

Stopa bezrobocia w procentach ludności aktywnej zawodowo:
| Rok  | Styczeń | Luty | Marzec | Kwiecień | Maj  | Czerwiec | Lipiec | Sierpień | Wrzesień | Październik | Listopad | Grudzień |
| ---- | ------- | ---- | ------ | -------- | ---- | -------- | ------ | -------- | -------- | ----------- | -------- | -------- |
| 2024 | 5,4     | 5,4  | 5,3    | 5,1      | 5,0  | 4,9      | 5,0    | 5,0      | 5,0      |             |          |          |
| 2023 | 5,5     | 5,6  | 5,4    | 5,3      | 5,1  | 5,1      | 5,0    | 5,0      | 5,0      | 5,0         | 5,0      | 5,1      |
| 2022 | 5,9     | 5,9  | 5,8    | 5,6      | 5,4  | 5,2      | 5,2    | 5,2      | 5,1      | 5,1         | 5,1      | 5,2      |
| 2021 | 6,5     | 6,6  | 6,4    | 6,3      | 6,1  | 6,0      | 5,9    | 5,8      | 5,6      | 5,5         | 5,4      | 5,4      |
| 2020 | 5,5     | 5,5  | 5,4    | 5,8      | 6,0  | 6,1      | 6,1    | 6,1      | 6,1      | 6,1         | 6,1      | 6,2      |
| 2019 | 6,1     | 6,1  | 5,9    | 5,6      | 5,4  | 5,3      | 5,2    | 5,2      | 5,1      | 5,0         | 5,1      | 5,2      |
| 2018 | 6,8     | 6,8  | 6,6    | 6,3      | 6,1  | 5,8      | 5,8    | 5,8      | 5,7      | 5,7         | 5,7      | 5,8      |
| 2017 | 8,5     | 8,4  | 8,0    | 7,6      | 7,3  | 7,0      | 7,0    | 7,0      | 6,8      | 6,6         | 6,5      | 6,6      |
| 2016 | 10,2    | 10,2 | 9,9    | 9,4      | 9,1  | 8,7      | 8,5    | 8,4      | 8,3      | 8,2         | 8,2      | 8,2      |
| 2015 | 11,9    | 11,9 | 11,5   | 11,1     | 10,7 | 10,2     | 10,0   | 9,9      | 9,7      | 9,6         | 9,6      | 9,7      |
| 2014 | 13,9    | 13,9 | 13,5   | 13,0     | 12,5 | 12,0     | 11,8   | 11,7     | 11,5     | 11,3        | 11,4     | 11,4     |
| 2013 | 14,2    | 14,4 | 14,3   | 14,0     | 13,6 | 13,2     | 13,1   | 13,0     | 13,0     | 13,0        | 13,2     | 13,4     |
| 2012 | 13,2    | 13,4 | 13,3   | 12,9     | 12,6 | 12,3     | 12,3   | 12,4     | 12,4     | 12,5        | 12,9     | 13,4     |
| 2011 | 13,1    | 13,4 | 13,3   | 12,8     | 12,4 | 11,9     | 11,8   | 11,8     | 11,8     | 11,8        | 12,1     | 12,5     |
| 2010 | 12,9    | 13,2 | 13,0   | 12,4     | 12,1 | 11,7     | 11,5   | 11,4     | 11,5     | 11,5        | 11,7     | 12,4     |
| 2009 | 10,4    | 10,9 | 11,1   | 10,9     | 10,7 | 10,6     | 10,7   | 10,8     | 10,9     | 11,1        | 11,4     | 12,1     |
| 2008 | 11,5    | 11,3 | 10,9   | 10,3     | 9,8  | 9,4      | 9,2    | 9,1      | 8,9      | 8,8         | 9,1      | 9,5      |
| 2007 | 15,1    | 14,8 | 14,3   | 13,6     | 12,9 | 12,3     | 12,1   | 11,9     | 11,6     | 11,3        | 11,2     | 11,2     |
| 2006 | 17,5    | 18,0 | 17,8   | 17,2     | 16,5 | 15,9     | 15,7   | 15,5     | 15,2     | 14,9        | 14,8     | 14,8     |
| 2005 | 19,4    | 19,4 | 19,2   | 18,7     | 18,2 | 18,0     | 17,9   | 17,7     | 17,6     | 17,3        | 17,3     | 17,6     |
| 2004 | 20,6    | 20,6 | 20,4   | 19,9     | 19,5 | 19,4     | 19,3   | 19,1     | 18,9     | 18,7        | 18,7     | 19,0     |
| 2003 | 20,6    | 20,7 | 20,6   | 20,3     | 19,8 | 19,7     | 19,6   | 19,5     | 19,4     | 19,3        | 19,5     | 20,0     |

## Struktura płci i wieku[55][56]
Struktura ludności (01.07.2012) (Szacunki):
| Grupa wiekowa | Mężczyźni  | Kobiety    | Razem      | %     |
| ------------- | ---------- | ---------- | ---------- | ----- |
| Ogółem        | 18 651 441 | 19 882 348 | 38 533 789 | 100   |
| 0-4           | 1 058 874  | 1 005 069  | 2 063 943  | 5,36  |
| 5-9           | 945 643    | 897 723    | 1 843 366  | 4,78  |
| 10-14         | 974 509    | 925 506    | 1 900 015  | 4,93  |
| 15-19         | 1 158 367  | 1 108 267  | 2 266 634  | 5,88  |
| 20-24         | 1 394 761  | 1 341 393  | 2 736 154  | 7,10  |
| 25-29         | 1 623 072  | 1 575 546  | 3 198 618  | 8,30  |
| 30-34         | 1 602 736  | 1 558 622  | 3 161 358  | 8,20  |
| 35-39         | 1 470 751  | 1 432 822  | 2 903 573  | 7,54  |
| 40-44         | 1 231 083  | 1 209 751  | 2 440 834  | 6,33  |
| 45-49         | 1 196 548  | 1 192 952  | 2 389 500  | 6,20  |
| 50-54         | 1 369 258  | 1 414 996  | 2 784 254  | 7,23  |
| 55-59         | 1 404 141  | 1 522 140  | 2 926 281  | 7,59  |
| 60-64         | 1 163 935  | 1 350 684  | 2 514 619  | 6,53  |
| 65-69         | 675 573    | 861 584    | 1 537 157  | 3,99  |
| 70-74         | 529 739    | 776 722    | 1 306 461  | 3,39  |
| 75-79         | 424 407    | 720 249    | 1 144 656  | 2,97  |
| 80-84         | 278 428    | 566 126    | 844 554    | 2,19  |
| 85-89         | 115 213    | 311 388    | 426 601    | 1,11  |
| 90-94         | 28 565     | 91 223     | 119 788    | 0,31  |
| 95-99         | 4614       | 18 265     | 22 879     | 0,06  |
| 100+          | 224        | 1320       | 1544       | <0,01 |
| Grupa wiekowa | Mężczyźni  | Kobiety    | Razem      | %     |
| 0-14          | 2 979 026  | 2 828 298  | 5 807 324  | 15,07 |
| 15-64         | 13 615 652 | 13 707 173 | 27 322 825 | 70,91 |
| 65+           | 2 056 763  | 3 346 877  | 5 403 640  | 14,02 |

Struktura ludności (30.06.2015) (Szacunki):
| Grupa wiekowa | Mężczyźni  | Kobiety    | Razem      | %     |
| ------------- | ---------- | ---------- | ---------- | ----- |
| Ogółem        | 18 607 417 | 19 847 159 | 38 454 576 | 100   |
| 0-4           | 982 639    | 928 662    | 1 911 301  | 4,97  |
| 5-9           | 1 047 830  | 996 205    | 2 044 035  | 5,32  |
| 10-14         | 924 671    | 877 780    | 1 802 451  | 4,69  |
| 15-19         | 1 028 884  | 979 585    | 2 008 469  | 5,22  |
| 20-24         | 1 257 703  | 1 209 498  | 2 467 201  | 6,42  |
| 25-29         | 1 464 438  | 1 417 040  | 2 881 478  | 7,49  |
| 30-34         | 1 647 147  | 1 602 930  | 3 250 077  | 8,45  |
| 35-39         | 1 561 396  | 1 522 202  | 3 083 598  | 8,02  |
| 40-44         | 1 354 899  | 1 329 476  | 2 684 375  | 6,98  |
| 45-49         | 1 166 358  | 1 160 878  | 2 327 236  | 6,05  |
| 50-54         | 1 211 294  | 1 238 398  | 2 449 692  | 6,37  |
| 55-59         | 1 386 303  | 1 489 816  | 2 876 119  | 7,48  |
| 60-64         | 1 256 035  | 1 443 985  | 2 700 020  | 7,02  |
| 65-69         | 917 893    | 1 147 725  | 2 065 618  | 5,37  |
| 70-74         | 501 311    | 716 224    | 1 217 535  | 3,17  |
| 75-79         | 426 059    | 715 629    | 1 141 688  | 2,97  |
| 80-84         | 287 908    | 573 415    | 861 323    | 2,24  |
| 85+           | 184 649    | 497 711    | 682 360    | 1,77  |
| Grupa wiekowa | Mężczyźni  | Kobiety    | Razem      | %     |
| 0-14          | 2 955 140  | 2 802 647  | 5 757 787  | 14,97 |
| 15-64         | 13 334 457 | 13 393 808 | 26 728 265 | 69,51 |
| 65+           | 2 317 820  | 3 650 704  | 5 968 524  | 15,52 |

Struktura ludności (01.01.2021) (Szacunki):
| Grupa wiekowa | Mężczyźni  | Kobiety    | Razem      | %     |
| ------------- | ---------- | ---------- | ---------- | ----- |
| Ogółem        | 18 307 488 | 19 532 513 | 37 840 001 | 100   |
| 0–4           | 978 526    | 926 796    | 1 905 322  | 5,04  |
| 5–9           | 979 042    | 925 737    | 1 904 779  | 5,03  |
| 10–14         | 1 049 403  | 997 556    | 2 046 959  | 5,41  |
| 15–19         | 911 890    | 866 575    | 1 778 465  | 4,70  |
| 20–24         | 1 000 405  | 957 358    | 1 957 763  | 5,17  |
| 25–29         | 1 221 584  | 1 177 960  | 2 399 544  | 6,34  |
| 30–34         | 1 420 368  | 1 367 645  | 2 788 013  | 7,37  |
| 35–39         | 1 594 620  | 1 543 389  | 3 138 009  | 8,29  |
| 40–44         | 1 515 234  | 1 482 301  | 2 997 535  | 7,92  |
| 45–49         | 1 328 852  | 1 316 404  | 2 645 256  | 6,99  |
| 50–54         | 1 116 244  | 1 130 951  | 2 247 195  | 5,94  |
| 55–59         | 1 115 823  | 1 176 530  | 2 292 353  | 6,06  |
| 60–64         | 1 246 589  | 1 407 097  | 2 653 686  | 7,01  |
| 65-69         | 1 114 311  | 1 374 477  | 2 488 788  | 6,58  |
| 70-74         | 806 003    | 1 102 945  | 1 908 948  | 5,04  |
| 75-79         | 388 818    | 621 315    | 1 010 133  | 2,67  |
| 80-84         | 291 685    | 571 202    | 862 887    | 2,28  |
| 85-89         | 159 279    | 376 980    | 536 259    | 1,42  |
| 90-94         | 56 278     | 164 806    | 221 084    | 0,58  |
| 95-99         | 10 821     | 38 970     | 49 791     | 0,13  |
| 100+          | 1 713      | 5 519      | 7 232      | 0,02  |
| Grupa wiekowa | Mężczyźni  | Kobiety    | Razem      | %     |
| 0–14          | 3 006 971  | 2 850 089  | 5 857 060  | 15,48 |
| 15–64         | 12 471 609 | 12 426 210 | 24 897 819 | 65,80 |
| 65+           | 2 828 908  | 4 256 214  | 7 085 122  | 18,72 |

W ogólnej liczbie ok. 38 538 tys. ludności Polski kobiety stanowią 51,6%; na 100 mężczyzn przypada ich prawie 107 (wśród ludności miejskiej prawie 111, na wsi prawie 101).
w wieku do 44 roku życia – na 100 mężczyzn przypada 97 kobiet;
w wieku powyżej 44 roku życia – na 100 mężczyzn przypadają 123 kobiety;
w wieku 65 lat i więcej – na 100 mężczyzn przypadają 164 kobiety.
W 2007 roku,
statystyczny mieszkaniec Polski był w wieku 37,3 lat.
mężczyźni mieli średnio 35,3 lat,
kobiety – 39,4
(w 2000 r. odpowiednio: 35,4; 33,4; 37,4).
Ludność zamieszkała w miastach jest starsza – średni wiek wynosi 38,5 lat, mieszkańców wsi – 35,5.

### Dzieci i młodzież
Rezultatem przemian w procesach demograficznych, a przede wszystkim głębokiej depresji urodzeniowej rozpoczętej w latach 90. oraz pogłębiającej się w następnych dekadach, jest gwałtowne zmniejszanie się liczby dzieci i młodzieży (0–17 lat). W 1990 r. ich udział w ogólnej liczbie ludności wyniósł 29%, w 2000 r. – 24,4%; w 2008 r. – 19,2%, a w 2011 – 18,5%. Dzieci w wieku poniżej 15 roku życia stanowiły w 2011 roku 15,1% ogólnej populacji wobec prawie 25% w 1990 r. i 19% w 2000 r.

### Dorośli
Szczególnie duże zmiany można zaobserwować także w grupie osób w wieku produkcyjnym (kobiety w wieku 18–59 lat, mężczyźni – 18–64 lata). Szacuje się, że od 1990 r. odsetek osób w wieku zdolności do pracy (w ogólnej liczbie ludności) wzrósł o ponad 6 pkt, tj. z poziomu 58,2% do ok. 64,5% w 2008 r. (w 2000 r. wynosił 60,8%), przy czym tempo przyrostu ludności w wieku produkcyjnym jest coraz wolniejsze. W 2011 roku Polska liczyła 24 miliony 739 tysięcy osób w wieku produkcyjnym, z czego kobiet było 11 mln 768 tys., a mężczyzn – 12 mln 971 tys.
Począwszy od 2002 roku wiek produkcyjny osiągają coraz mniej liczne roczniki 18-latków. W końcu 2001 r. było ich ponad 694 tys., zaś w 2008 r. na rynek pracy mogło wejść tylko 554 tys. 18-latków.
Jednocześnie występuje proces starzenia się zasobów siły roboczej powodowany zwiększaniem się liczby osób w wieku (produkcyjnym) niemobilnym, tj. powyżej 44 roku życia. Udział ludności w tym wieku wyniósł w 2011 roku 24,2% i jest o ponad 3 pkt większy niż w 2000 r. (osiągnął wówczas 21%).
Z danych wstępnych wynika, że w latach 2000–2009 liczba ludności w wieku produkcyjnym zwiększyła się o prawie 1,36 mln, tj. corocznie przybywało średnio ok. 170 tys. osób.
Przyrost liczby ludności w tej grupie był bardzo zróżnicowany:
w 2001 r. przybyło 265 tys. osób w wieku produkcyjnym,
w 2008 r. tylko ok. 52 tys. (według wstępnych danych).
Przyrosty te w zasadzie dotyczyły osób z grupy wieku niemobilnego (45–64 lata dla mężczyzn i 45–59 lat dla kobiet).

### Emeryci
W ostatnich latach obserwowany jest także dalszy wzrost liczby osób w wieku emerytalnym (mężczyźni 65 lat i więcej, kobiety 60 lat i więcej). Udział tej grupy w ogólnej populacji wynosił w 1990 r. niespełna 13%, w 2000 r. – prawie 15%, w 2010 – już 16,5%. W 1990 r. ludność w wieku poprodukcyjnym liczyła 4,9 mln, w 2000 r. – 5,7 mln, w 2010 – 6,3 mln.
Coraz bardziej istotne stają się relacje między poszczególnymi grupami wieku ekonomicznego ludności, co obrazuje współczynnik obciążenia demograficznego. Wprawdzie obecnie (dane na 2010 r.) na 100 osób w wieku produkcyjnym przypada 55 osób w wieku nieprodukcyjnym, podczas gdy w 2000 r. było ich 64 (w 1990 r. – 72).
Jednak znaczące zmiany można zaobserwować analizując odrębnie relacje liczby osób w wieku przedprodukcyjnym i poprodukcyjnym w stosunku do liczby osób w wieku produkcyjnym; generalnie zmiany są zdecydowanie na niekorzyść grupy wieku przedprodukcyjnego.
Aktualnie na każde 100 osób w wieku produkcyjnym przypada 30 osób w wieku przedprodukcyjnym oraz 25 osób w wieku poprodukcyjnym, podczas gdy w 2000 r. było to odpowiednio 40 i 24, zaś w 1990 roku – 50 i 22.
Udział osób w wieku 65 lat i więcej (razem mężczyzn i kobiet) stanowi obecnie 13,5%, w 2000 r. wynosił 12,4%, a w 1990 r. – 10,2%.
Struktura wieku ludności ulega nadal dynamicznym zmianom; liczba i struktura ludności w wieku produkcyjnym determinują podaż zasobów siły roboczej na rynku pracy. W prezentowanych stanach ludności uwzględnione zostały osoby, które czasowo wyemigrowały za granicę i – chociaż są one w Polsce zameldowane na stałe – nie są już polskimi rezydentami (jeśli ich czas pobytu za granicą wynosi co najmniej 1 rok). W zdecydowanej większości osoby te są w wieku produkcyjnym mobilnym.
Zmiany demograficzne, jakie są obserwowane w ostatnich latach, tj. przede wszystkim wzrost liczby urodzeń oraz nowo zawartych małżeństw przy odnotowywanych coraz liczniejszych powrotach z czasowej emigracji, mogą wskazywać na przełom w dotychczasowym rozwoju ludności.
Jednak perspektywa szybkiego wyjścia z głębokiej depresji demograficznej, w jakiej znajduje się Polska już od dłuższego czasu (praktycznie od początku lat 90.), jest dosyć odległa.
Głęboki niż demograficzny z lat 90., którego efektem był przez kilka lat najniższy – wśród krajów UE (i jeden z najniższych w krajach europejskich) – poziom dzietności oraz dość duża emigracja za granicę (zwłaszcza emigracja czasowa ludzi młodych) mogą powodować utrudnienia w rozwoju demograficznym oraz na rynku pracy, a w najbliższym czasie także w systemie zabezpieczenia społecznego.

## Migracje zagraniczne ludności
Podstawowym składnikiem ubytku rzeczywistego powodującym zmniejszanie się liczby ludności Polski jest ujemne saldo migracji zagranicznych definitywnych (na pobyt stały). Szacuje się, że w 2008 r. ujemne saldo definitywnych migracji zagranicznych wyniosło ponad 15 tys. (w 2007 r. – minus 20,5 tys.).
Najbardziej gwałtowny wzrost liczby emigracji na pobyt stały odnotowano w 2006 roku (z około 20–25 tys. w latach wcześniejszych do 47 tys.), saldo wyniosło wówczas minus 36 tys.
Jednocześnie systematycznie wzrasta liczba imigrantów – z 7 tys. w 2003 r. do ok. 16 tys. w 2008 r. (dane wstępne).
Dodatkowo, dane wyszacowane w oparciu o różne źródła (statystyczne i poza statystyczne) wskazują, że w końcu 2007 r. na emigracji czasowej (powyżej 3 miesięcy) poza granicami Polski przebywało ok. 2270 tys. obywateli, w tym ponad 1925 tys. w Europie.
Zdecydowana większość czasowych emigrantów z Polski przebywa w krajach członkowskich UE.
Szacunkowa liczba emigrantów z Polski w UE wzrosła z ok. 750 tys. w końcu 2004 r. do ok. 1,86 mln w końcu 2007 r., czyli prawie 2,5-krotnie. W 2008 liczba ta była już mniejsza niż rok wcześniej, ale brak głębszych danych na ten temat.
Najwięcej osób przebywało w Wielkiej Brytanii, Niemczech i Irlandii. Pomimo kolejnego zwiększenia skali emigracji, wyraźnie zmniejsza się jej dynamika.
Jednocześnie zwiększa się liczba Polaków powracających z czasowej emigracji. Szacuje się, że w 2007 r. powróciło ponad 200 tys. emigrantów, zaś w I połowie 2008 r. ponad 90 tys. osób – w większości młodych. W konsekwencji może to oznaczać znaczące zmiany w procesach demograficzno-społecznych.
Jednak mimo czasowego powrotu z emigracji jej dynamika zwiększa się. Np. w Wielkiej Brytanii w 2010 liczba emigrantów wzrosła prawie do 550 tys., podczas gdy na koniec 2009 roku oficjalnie na Wyspach Brytyjskich było 520 tys. Według szacunków MSZ poza granicami Polski żyje około 15–16 mln Polaków.

### Polacy w Wielkiej Brytanii
Spis powszechny z 2011 roku w Wielkiej Brytanii zanotował 579 121 Polaków (urodzonych w Polsce) w Anglii, 18 023 w Walii, 55 231 w Szkocji, i 19 658 w Irlandii Północnej.
Urodzeni w Polsce, a przebywający w Wielkiej Brytanii: 688 000 (2013 ONS szacunki).
Nieoficjalne estymacje szacują liczbę Polaków żyjących w Wielkiej Brytanii na 1 milion.

### Urodzenia w Anglii i Walii dla kobiet urodzonych w Polsce[61]
Urodzenia (liczba i procent) dla polskich kobiet ze względu na kraj urodzenia ojca, od 2005 do 2017
| Miejsce urodzenia ojca                        | 2018 Liczba, %, Miejsce w rankingu | 2017 Liczba, %, Miejsce w rankingu | 2016 Liczba, %, Miejsce w rankingu | 2015 Liczba, %, Miejsce w rankingu | 2014 Liczba, %, Miejsce w rankingu | 2013 Liczba, %, Miejsce w rankingu | 2012 Liczba, %, Miejsce w rankingu | 2011 Liczba, %, Miejsce w rankingu | 2010 Liczba, %, Miejsce w rankingu | 2009 Liczba, %, Miejsce w rankingu | 2008 Liczba, %, Miejsce w rankingu | 2007 Liczba, %, Miejsce w rankingu | 2006 Liczba, %, Miejsce w rankingu | 2005 Liczba, %, Miejsce w rankingu |
| --------------------------------------------- | ---------------------------------- | ---------------------------------- | ---------------------------------- | ---------------------------------- | ---------------------------------- | ---------------------------------- | ---------------------------------- | ---------------------------------- | ---------------------------------- | ---------------------------------- | ---------------------------------- | ---------------------------------- | ---------------------------------- | ---------------------------------- |
| Wszystkie urodzenia matek urodzonych w Polsce | 18 765 (2,9%) (1)                  | 20 779 (3,1%) (1)                  | 22 382 (3,2%) (1)                  | 22 928 (3,3%) (1)                  | 22 122 (3,2%) (1)                  | 21 275 (3,0%) (1)                  | 21 156 (2,9%) (1)                  | 20 495 (2,8%) (1)                  | 19 762 (2,7%) (1)                  | 18 159 (2,6%) (2)                  | 16 101 (2,3%) (2)                  | 11 952 (1,7%) (3)                  | 6 620 (1%) (4)                     | 3 403 (0,5%) (9)                   |
| Europa                                        | 16 775 (89,29%)                    | 18 661 (89,81%)                    | 20 044 (89,55%)                    | 20 511 (89,46%)                    | 19 626 (88,72%)                    | 18 944 (89,04%)                    | 18 779 (88,76%)                    | 18 370 (89,63%)                    | 17 571 (88,91%)                    | N/T                                | N/T                                | N/T                                | N/T                                | N/T                                |
| Polska                                        | 12 541 (66,83%)                    | 14 398 (69,29%)                    | 15 720 (70,24%)                    | 16 449 (71,74%)                    | 15 854 (71,67%)                    | 15 432 (72,54%)                    | 15 446 (73,01%)                    | 15 313 (74,72%)                    | 14 847 (75,13%)                    | N/T                                | N/T                                | N/T                                | N/T                                | N/T                                |
| Wielka Brytania                               | 3 054 (16,27%)                     | 2 982 (14,35%)                     | 3 048 (13,62%)                     | 2 963 (12,92%)                     | 2 692 (12,17%)                     | 2 564 (12,05%)                     | 2 436 (11,51%)                     | 2 191 (10,69%)                     | 1 954 (9,89%)                      | N/T                                | N/T                                | N/T                                | N/T                                | N/T                                |
| Reszta nowej UE                               | 514 (2,74%)                        | 583 (2,81%)                        | 515 (2,30%)                        | 416 (1,81%)                        | 388 (1,75%)                        | 327 (1,54%)                        | 294 (1,39%)                        | 285 (1,39%)                        | 247 (1,25%)                        | N/T                                | N/T                                | N/T                                | N/T                                | N/T                                |
| Reszta EU                                     | 406 (2,16%)                        | 440 (2,12%)                        | 475 (2,12%)                        | 405 (1,77%)                        | 414 (1,87%)                        | 377 (1,77%)                        | 339 (1,60%)                        | 331 (1,62%)                        | 278 (1,41%)                        | N/T                                | N/T                                | N/T                                | N/T                                | N/T                                |
| Reszta Europy                                 | 240 (1,28%)                        | 258 (1,24%)                        | 286 (1,28%)                        | 278 (1,21%)                        | 278 (1,26%)                        | 244 (1,15%)                        | 264 (1,25%)                        | 250 (1,22%)                        | 245 (1,24%)                        | N/T                                | N/T                                | N/T                                | N/T                                | N/T                                |
| Afryka                                        | 563 (3,00%)                        | 613 (2,95%)                        | 637 (2,85%)                        | 663 (2,89%)                        | 701 (3,17%)                        | 689 (3,24%)                        | 686 (3,24%)                        | 651 (3,18%)                        | 669 (3,39%)                        | N/T                                | N/T                                | N/T                                | N/T                                | N/T                                |
| Afryka Północna                               | 150 (0,80%)                        | 162 (0,78%)                        | 166 (0.74%)                        | 157 (0,68%)                        | 194 (0,88%)                        | 169 (0,79%)                        | 155 (0,73%)                        | 161 (0,79%)                        | 152 (0,77%)                        | N/T                                | N/T                                | N/T                                | N/T                                | N/T                                |
| Afryka Zachodnia                              | 196 (1,04%)                        | 207 (1,00%)                        | 226 (1,01%)                        | 245 (1,07%)                        | 246 (1,11%)                        | 238 (1,12%)                        | 255 (1,21%)                        | 233 (1,14%)                        | 222 (1,12%)                        | N/T                                | N/T                                | N/T                                | N/T                                | N/T                                |
| Afryka Centralna                              | 37 (0,20%)                         | 27 (0,13%)                         | 33 (0,15%)                         | 43 (0,19%)                         | 38 (0,17%)                         | 38 (0,18%)                         | 39 (0,18%)                         | 30 (0,15%)                         | 48 (0,24%)                         | N/T                                | N/T                                | N/T                                | N/T                                | N/T                                |
| Afryka Wschodnia                              | 101 (0,54%)                        | 112 (0,54%)                        | 114 (0,51%)                        | 117 (0,51%)                        | 114 (0,52%)                        | 125 (0,59%)                        | 109 (0,52%)                        | 133 (0,65%)                        | 133 (0,67%)                        | N/T                                | N/T                                | N/T                                | N/T                                | N/T                                |
| Afryka Południowa                             | 76 (0,41%)                         | 103 (0,50%)                        | 97 (0,43%)                         | 100 (0,44%)                        | 109 (0,49%)                        | 116 (0,55%)                        | 125 (0,59%)                        | 93 (0,45%)                         | 111 (0,56%)                        | N/T                                | N/T                                | N/T                                | N/T                                | N/T                                |
| Ameryki i Karaiby                             | 214 (1,14%)                        | 177 (0,85%)                        | 221 (0,99%)                        | 196 (0,85%)                        | 233 (1,05%)                        | 193 (0,91%)                        | 199 (0,94%)                        | 173 (0,84%)                        | 161 (0,81%)                        | N/T                                | N/T                                | N/T                                | N/T                                | N/T                                |
| Ameryka Północna                              | 38 (0,20%)                         | 34 (0,16%)                         | 45 (0,20%)                         | 45 (0,20%)                         | 58 (0,26%)                         | 31 (0,15%)                         | 32 (0,15%)                         | 31 (0,15%)                         | 23 (0,12%)                         | N/T                                | N/T                                | N/T                                | N/T                                | N/T                                |
| Ameryka Środkowa                              | 6 (0,03%)                          | 10 (0,05%)                         | 15 (0,07%)                         | 10 (0,04%)                         | 8 (0,04%)                          | 14 (0,07%)                         | 6 (0,03%)                          | 9 (0,04%)                          | 9 (0,05%)                          | N/T                                | N/T                                | N/T                                | N/T                                | N/T                                |
| Ameryka Południowa                            | 107 (0,57%)                        | 76 (0,37%)                         | 100 (0,45%)                        | 95 (0,41%)                         | 117 (0,53%)                        | 97 (0,46%)                         | 95 (0,45%)                         | 89 (0,43%)                         | 85 (0,43%)                         | N/T                                | N/T                                | N/T                                | N/T                                | N/T                                |
| Karaiby                                       | 63 (0,34%)                         | 57 (0,27%)                         | 61 (0,27%)                         | 46 (0,20%)                         | 50 (0,23%)                         | 51 (0,24%)                         | 66 (0,31%)                         | 44 (0,21%)                         | 44 (0,22%)                         | N/T                                | N/T                                | N/T                                | N/T                                | N/T                                |
| Bliski Wschód i Azja                          | 640 (3,41%)                        | 690 (3,32%)                        | 732 (3,27%)                        | 747 (3,26%)                        | 749 (3,39%)                        | 580 (2,73%)                        | 610 (2,88%)                        | 489 (2,39%)                        | 534 (2,70%)                        | N/T                                | N/T                                | N/T                                | N/T                                | N/T                                |
| Bliski Wschód                                 | 174 (0,93%)                        | 199 (0,96%)                        | 199 (0,89%)                        | 204 (0,89%)                        | 215 (0,97%)                        | 180 (0,85%)                        | 208 (0,98%)                        | 178 (0,87%)                        | 217 (1,10%)                        | N/T                                | N/T                                | N/T                                | N/T                                | N/T                                |
| Azja Centralna                                | 5 (0,03%)                          | 3 (0,01%)                          | 9 (0,04%)                          | 5 (0,02%)                          | 4 (0,02%)                          | 7 (0,03%)                          | 4 (0,02%)                          | 2 (0,01%)                          | 3 (0,02%)                          | N/T                                | N/T                                | N/T                                | N/T                                | N/T                                |
| Azja Wschodnia                                | 14 (0,07%)                         | 14 (0,07%)                         | 11 (0,05%)                         | 13 (0,06%)                         | 10 (0,05%)                         | 12 (0,06%)                         | 12 (0,06%)                         | 9 (0,04%)                          | 9 (0,05%)                          | N/T                                | N/T                                | N/T                                | N/T                                | N/T                                |
| Azja Południowa:                              | 426 (2,27%)                        | 447 (2,15%)                        | 485 (2,17%)                        | 495 (2,16%)                        | 489 (2,21%)                        | 362 (1,70%)                        | 360 (1,70%)                        | 271 (1,32%)                        | 283 (1,43%)                        | N/T                                | N/T                                | N/T                                | N/T                                | N/T                                |
| Indie                                         | 175 (0,93%)                        | 191 (0,92%)                        | 202 (0,90%)                        | 184 (0,80%)                        | 196 (0,89%)                        | 135 (0,63%)                        | 138 (0,65%)                        | 112 (0,55%)                        | 100 (0,51%)                        | N/T                                | N/T                                | N/T                                | N/T                                | N/T                                |
| Pakistan                                      | 158 (0,84%)                        | 178 (0,86%)                        | 192 (0,86%)                        | 197 (0,86%)                        | 175 (0,79%)                        | 139 (0,65%)                        | 109 (0,52%)                        | 79 (0,39%)                         | 94 (0,48%)                         | N/T                                | N/T                                | N/T                                | N/T                                | N/T                                |
| Bangladesz                                    | 32 (0,17%)                         | 24 (0,12%)                         | 37 (0,17%)                         | 35 (0,15%)                         | 29 (0,13%)                         | 27 (0,13%)                         | 23 (0,11%)                         | 13 (0,06%)                         | 17 (0,09%)                         | N/T                                | N/T                                | N/T                                | N/T                                | N/T                                |
| Azja Południowo-Wschodnia                     | 21 (0,11%)                         | 27 (0,13%)                         | 28 (0,13%)                         | 29 (0,13%)                         | 31 (0,14%)                         | 19 (0,09%)                         | 26 (0,12%)                         | 29 (0,14%)                         | 22 (0,11%)                         | N/T                                | N/T                                | N/T                                | N/T                                | N/T                                |
| Oceania                                       | 35 (0,19%)                         | 38 (0,18%)                         | 52 (0,23%)                         | 48 (0,21%)                         | 59 (0,27%)                         | 51 (0,24%)                         | 47 (0,22%)                         | 43 (0,21%)                         | 45 (0,23%)                         | N/T                                | N/T                                | N/T                                | N/T                                | N/T                                |
| Australasia                                   | 35 (0,19%)                         | 38 (0,18%)                         | 50 (0,22%)                         | 48 (0,21%)                         | 59 (0,27%)                         | 47 (0,22%)                         | 47 (0,22%)                         | 40 (0,20%)                         | 42 (0,21%)                         | N/T                                | N/T                                | N/T                                | N/T                                | N/T                                |
| Reszta Oceanii                                | 0                                  | 0                                  | 2 (0,01%)                          | 0                                  | 0                                  | 4 (0,02%)                          | 0                                  | 3 (0,01%)                          | 3 (0,02%)                          | N/T                                | N/T                                | N/T                                | N/T                                | N/T                                |
| Nieustalone                                   | 558 (2,97%)                        | 600 (2,89%)                        | 696 (3,11%)                        | 763 (3,33%)                        | 753 (3,40%)                        | 818 (3,84%)                        | 835 (3,95%)                        | 769 (3,75%)                        | 782 (3,96%)                        | N/T                                | N/T                                | N/T                                | N/T                                | N/T                                |

Urodzenia dla mężczyzn urodzonych w Polsce:
Urodzenia (liczba i procent) dla polskich mężczyzn ze względu na kraj urodzenia matki, od 2008 do 2017
| Miejsce urodzenia matki                              | 2017 Liczba, %, Miejsce w rankingu | 2016 Liczba, %, Miejsce w rankingu | 2015 Liczba, %, Miejsce w rankingu | 2014 Liczba, %, Miejsce w rankingu | 2013 Liczba, %, Miejsce w rankingu | 2012 Liczba, %, Miejsce w rankingu | 2011 Liczba, %, Miejsce w rankingu | 2010 Liczba, %, Miejsce w rankingu | 2009 Liczba, %, Miejsce w rankingu | 2008 Liczba, %, Miejsce w rankingu |
| ---------------------------------------------------- | ---------------------------------- | ---------------------------------- | ---------------------------------- | ---------------------------------- | ---------------------------------- | ---------------------------------- | ---------------------------------- | ---------------------------------- | ---------------------------------- | ---------------------------------- |
| Wszystkie urodzenia dla mężczyzn urodzonych w Polsce | 15 610 (2,4%) (2)                  | 16 956 (2,6%) (2)                  | 17 704 (2,7%) (2)                  | 16 950 (2,6%) (2)                  | 16 436 (2,5%) (2)                  | 16 432 (2,3%) (2)                  | 16 150 (2,2%) (2)                  | 15 619 (2,2%) (2)                  | 14 574 (2,1%) (2)                  | 12 697 (1,8%) (2)                  |
| Europa                                               | 15 367 (98,44%)                    | 16 681 (98,38%)                    | 17 424 (98,42%)                    | 16 683 (98,42%)                    | 16 182 (98,45%)                    | 16 193 (98,55%)                    | 15 946 (98,74%)                    | 15 422 (98,74%)                    | N/T                                | N/T                                |
| Polska                                               | 14 398 (92,24%)                    | 15 720 (92,71%)                    | 16 449 (92,91%)                    | 15 854 (93,53%)                    | 15 432 (93,89%)                    | 15 446 (94,00%)                    | 15 313 (94,82%)                    | 14 847 (95,06%)                    | N/T                                | N/T                                |
| Wielka Brytania                                      | 455 (2,91%)                        | 413 (2,44%)                        | 431 (2,43%)                        | 387 (2,28%)                        | 332 (2,02%)                        | 333 (2,03%)                        | 301 (1,86%)                        | 268 (1,72%)                        | N/T                                | N/T                                |
| Reszta Nowej UE                                      | 349 (2,24%)                        | 366 (2,16%)                        | 380 (2,15%)                        | 288 (1,70%)                        | 284 (1,73%)                        | 274 (1,67%)                        | 224 (1,39%)                        | 205 (1,31%)                        | N/T                                | N/T                                |
| Reszta EU                                            | 90 (0,58%)                         | 99 (0,58%)                         | 97 (0,55%)                         | 86 (0,51%)                         | 72 (0,44%)                         | 71 (0,43%)                         | 52 (0,32%)                         | 54 (0,35%)                         | N/T                                | N/T                                |
| Reszta Europy                                        | 75 (0,48%)                         | 83 (0,49%)                         | 67 (0,38%)                         | 68 (0,40%)                         | 62 (0,38%)                         | 69 (0,42%)                         | 56 (0,35%)                         | 48 (0,31%)                         | N/T                                | N/T                                |
| Afryka                                               | 69 (0,44%)                         | 79 (0,47%)                         | 80 (0,45%)                         | 78 (0,46%)                         | 75 (0,46%)                         | 83 (0,51%)                         | 69 (0,43%)                         | 64 (0,41%)                         | N/T                                | N/T                                |
| Afryka Północna                                      | 4 (0,03%)                          | 6 (0,04%)                          | 9 (0,05%)                          | 7 (0,04%)                          | 9 (0,05%)                          | 1 (0,01%)                          | 4 (0,02%)                          | 3 (0,02%)                          | N/T                                | N/T                                |
| Afryka Zachodnia                                     | 17                                 | 21 (0,12%)                         | 21 (0,12%)                         | 26 (0,15%)                         | 13 (0,08%)                         | 20 (0,12%)                         | 18 (0,11%)                         | 21 (0,13%)                         | N/T                                | N/T                                |
| Afryka Centralna                                     | 9 (0,06%)                          | 3 (0,02%)                          | 4 (0,02%)                          | 5 (0,03%)                          | 5 (0,03%)                          | 6 (0,04%)                          | 5 (0,03%)                          | 1 (0,01%)                          | N/T                                | N/T                                |
| Afryka Wschodnia                                     | 30 (0,19%)                         | 30 (0,18%)                         | 27 (0,15%)                         | 21 (0,12%)                         | 30 (0,18%)                         | 35 (0,21%)                         | 25 (0,15%)                         | 25 (0,16%)                         | N/T                                | N/T                                |
| Afryka Południowa                                    | 9 (0,06%)                          | 19 (0,11%)                         | 19 (0,11%)                         | 19 (0,11%)                         | 18 (0,11%)                         | 21 (0,13%)                         | 16 (0,10%)                         | 14 (0,09%)                         | N/T                                | N/T                                |
| Ameryki i Karaiby                                    | 62 (0,40%)                         | 61 (0,36%)                         | 76 (0,43%)                         | 60 (0,35%)                         | 69 (0,42%)                         | 60 (0,37%)                         | 54 (0,33%)                         | 60 (0,38%)                         | N/T                                | N/T                                |
| Ameryka Północna                                     | 8 (0,05%)                          | 10 (0,06%)                         | 16 (0,09%)                         | 4 (0,02%)                          | 7 (0,04%)                          | 7 (0,04%)                          | 9 (0,06%)                          | 11 (0,07%)                         | N/T                                | N/T                                |
| Ameryka Środkowa                                     | 8 (0,05%)                          | 7 (0,04%)                          | 6 (0,03%)                          | 2 (0,01%)                          | 4 (0,02%)                          | 2 (0,01%)                          | 6 (0,04%)                          | 4 (0,03%)                          | N/T                                | N/T                                |
| Ameryka Południowa                                   | 37 (0,24%)                         | 36 (0,21%)                         | 40 (0,23%)                         | 45 (0,27%)                         | 49 (0,30%)                         | 41 (0,25%)                         | 31 (0,19%)                         | 35 (0,22%)                         | N/T                                | N/T                                |
| Karaiby                                              | 9 (0,06%)                          | 8 (0,05%)                          | 14 (0,08%)                         | 9 (0,05%)                          | 9 (0,05%)                          | 10 (0,06%)                         | 8 (0,05%)                          | 10 (0,06%)                         | N/T                                | N/T                                |
| Bliski Wschód i Azja                                 | 109 (0,70%)                        | 125 (0,74%)                        | 119 (0,67%)                        | 125 (0,74%)                        | 106 (0,64%)                        | 90 (0,55%)                         | 77 (0,48%)                         | 69 (0,44%)                         | N/T                                | N/T                                |
| Bliski Wschód                                        | 5                                  | 7 (0,04%)                          | 8 (0,05%)                          | 8 (0,05%)                          | 6 (0,04%)                          | 8 (0,05%)                          | 3 (0,02%)                          | 3 (0,02%)                          | N/T                                | N/T                                |
| Azja Środkowa                                        | 4 (0,03%)                          | 6 (0,04%)                          | 6 (0,03%)                          | 7 (0,04%)                          | 0                                  | 3 (0,02%)                          | 5 (0,03%)                          | 6 (0,04%)                          | N/T                                | N/T                                |
| Azja Wschodnia                                       | 33 (0,21%)                         | 25 (0,15%)                         | 25 (0,14%)                         | 34 (0,20%)                         | 32 (0,19%)                         | 28 (0,17%)                         | 23 (0,14%)                         | 24 (0,15%)                         | N/T                                | N/T                                |
| Azja Południowa:                                     | 14 (0,09%)                         | 26 (0,15%)                         | 22 (0,12%)                         | 14 (0,08%)                         | 21 (0,13%)                         | 11 (0,07%)                         | 13 (0,08%)                         | 7 (0,05%)                          | N/T                                | N/T                                |
| Indie                                                | 5 (0,03%)                          | 17 (0,10%)                         | 13 (0,07%)                         | 10 (0,06%)                         | 14 (0,09%)                         | 4 (0,02%)                          | 7 (0,04%)                          | 6 (0,04%)                          | N/T                                | N/T                                |
| Pakistan                                             | 4 (0,03%)                          | 2 (0,01%)                          | 2 (0,01%)                          | 1 (0,01%)                          | 2 (0,01%)                          | 3 (0,02%)                          | 0                                  | 0                                  | N/T                                | N/T                                |
| Bangladesz                                           | 2 (0,01%)                          | 2 (0,01%)                          | 3 (0,02%)                          | 1 (0,01%)                          | 0                                  | 1 (0,01%)                          | 0                                  | 0                                  | N/T                                | N/T                                |
| Azja Południowo-Wschodnia                            | 52 (0,33%)                         | 60 (0,35%)                         | 58 (0,33%)                         | 62 (0,37%)                         | 45 (0,27%)                         | 40 (0,24%)                         | 33 (0,20%)                         | 29 (0,19%)                         | N/T                                | N/T                                |
| Oceania                                              | 3 (0,02%)                          | 7 (0,04%)                          | 4 (0,02%)                          | 4 (0,02%)                          | 4 (0,02%)                          | 5 (0,03%)                          | 4 (0,02%)                          | 4 (0,03%)                          | N/T                                | N/T                                |
| Australasia                                          | 3 (0,02%)                          | 6 (0,04%)                          | 4 (0,02%)                          | 4 (0,02%)                          | 4 (0,02%)                          | 5 (0,03%)                          | 4 (0,02%)                          | 4 (0,03%)                          | N/T                                | N/T                                |
| Reszta Oceanii                                       | 0                                  | 1 (0,01%)                          | 0                                  | 0                                  | 0                                  | 0                                  | 0                                  | 0                                  | N/T                                | N/T                                |
| Nieustalone                                          | 0                                  | 3 (0,02%)                          | 1 (0,01%)                          | 0                                  | 0                                  | 1 (0,01%)                          | 0                                  | 0                                  | N/T                                | N/T                                |

## Urodzenia i dzietność kobiet
Według wstępnych danych w 2008 r. zarejestrowano ponad 414 tys. urodzeń żywych, co oznacza wzrost o ponad 26 tys. w stosunku do roku 2007, ale także jest to o 1/4 mniej niż w 1990 r. i ponad 40% mniej niż w 1983 r., który był szczytowym rokiem ostatniego wyżu demograficznego (prawie 724 tys. urodzeń).
W 2008 r. współczynnik urodzeń wyniósł 10,9‰ (o 0,7 pkt więcej niż w roku poprzednim, ale o ponad 3 pkt mniej niż w 1990 r. i prawie 9 pkt mniej niż w 1983 r.).
W latach 1984–2003 odnotowywano systematyczny spadek liczby urodzeń – do 351 tys. w roku 2003, który był najbardziej niekorzystnym dla rozwoju demograficznego kraju; rok 2008 był piątym z kolei, w którym odnotowano większą ich liczbę.
Zwiększenie natężenia urodzeń ma miejsce zarówno wśród rodzin zamieszkałych w miastach, jak i na wsi – z niewielką przewagą dla ludności miejskiej, ale współczynnik urodzeń na wsi jest w dalszym ciągu wyższy.
W 2007 r. współczynnik urodzeń na wsi wynosił 10,9‰, w mieście 9,7‰ (w 2006 r. – odpowiednio 10,5‰ i 9,3‰).
Pomimo rosnącej liczby urodzeń – w dalszym ciągu poziom reprodukcji nie gwarantuje prostej zastępowalności pokoleń, nadal utrzymuje się obserwowany od 1989 r. okres depresji urodzeniowej.
W 2008 r. współczynnik dzietności wynosił 1,39, co oznacza wzrost o 0,17 pkt w stosunku do odnotowanego w 2003 r., w którym wskaźnik ten był najniższy od ponad 50 lat. Jest to znacznie mniej, niż wartość 2,1 wystarczająca w krajach rozwiniętych dla uzyskania prostej zastępowalności pokoleń.

### Przyczyny zmian
Wynikami przeobrażeń demograficznych rozpoczętych w latach 90. są między innymi: przesunięcie najwyższej płodności kobiet z grupy wieku 20–24 lata do grupy 25–29 lat, a także znaczący wzrost płodności w grupie wieku 30–34 lata, który w znacznej mierze jest skutkiem realizacji urodzeń wcześniej „odłożonych”.
Jest to efekt wyboru, jakiego dokonują ludzie młodzi decydując się najpierw na osiągnięcie określonego poziomu wykształcenia oraz stabilizacji ekonomicznej, a dopiero potem na założenie rodziny oraz jej powiększanie. Konsekwencją zmiany zachowań prorodzinnych jest podwyższenie zarówno średniego wieku rodzenia dziecka, który w 2007 r. wynosił 27,9 roku (wobec ok. 26 lat w połowie lat 90.), jak i średniego wieku urodzenia pierwszego dziecka – 25,8 w 2007 r. (ok. 23 lata w latach 90.).
Zmieniła się także struktura poziomu wykształcenia matek – w stosunku do początku lat 90. ponad pięciokrotnie wzrósł odsetek matek z wykształceniem wyższym (z 6% do ok. 32%), natomiast istotnie zmniejszył się odsetek kobiet z wykształceniem podstawowym i bez wykształcenia (z 18% do ok. 7%).
Na dzietność kobiet w istotnym stopniu wpływa liczba zawieranych związków małżeńskich. Zdecydowana większość dzieci rodzi się w rodzinach tworzonych przez prawnie zawarte związki małżeńskie (w 2007 r. – ponad 80%), przy czym prawie połowa dzieci rodzi się w okresie pierwszych trzech lat trwania małżeństwa rodziców.
Jednocześnie od kilkunastu lat systematycznie rośnie odsetek urodzeń pozamałżeńskich.
Na początku lat 90. ze związków pozamałżeńskich rodziło się ok. 6–7% dzieci, zaś w ostatnich latach 17–20%. Odsetek ten jest wyższy w miastach – w 2007 r. wynosił ponad 22%, na wsi – ponad 15%.
Rosnący współczynnik dzietności pozamałżeńskiej może oznaczać, że zwiększa się liczba rodzin tworzonych przez związki partnerskie lub wzrasta liczba matek samodzielnie wychowujących dzieci. Na wielkość tego współczynnika ma też zapewne wpływ fakt, że około 4–5% urodzeń dotyczy kobiet małoletnich, w wieku 15–18 lat.

## Zdrowie
Wstępne dane wskazują, że w 2008 r. zmarło ponad 379 tys. osób, co oznacza o 2 tys. więcej niż w 2007 r.; współczynnik umieralności pozostał bez zmian na poziomie 9,9‰. W ogólnej liczbie osób zmarłych ok. 47% stanowią kobiety.
W latach 1992–1998 obserwowany był systematyczny spadek umieralności; od 1999 r. nastąpił wzrost – rejestrowano ok. 360–380 tys. zgonów rocznie. Także w ostatnich latach liczba zgonów nieznacznie wzrastała, ale tempo tego wzrostu jest w miarę stabilne – co można przyjąć za początek procesu stabilizacji poziomu umieralności w Polsce.
W 2017 roku wykryto w Polsce 2,1 tysiąca przypadków chorób wenerycznych (wzrost o 20% w porównaniu z rokiem poprzednim), z czego 40% na Mazowszu.

### Przyczyny
Głównymi przyczynami zgonów w Polsce są choroby układu krążenia i choroby nowotworowe; stanowią one ponad 70% wszystkich zgonów, trzecią grupą przyczyn są urazy i zatrucia – prawie 7%. W zakresie umieralności z powodu chorób układu krążenia od kilku lat obserwuje się istotną poprawę. W pierwszej połowie lat 90. choroby te były przyczyną ponad 52% ogółu zgonów; na początku tego stulecia – prawie 48%, zaś w 2007 r. stanowiły 45,4% wszystkich przyczyn. Wśród kobiet umieralność w wyniku chorób układu krążenia jest zdecydowanie wyższa, ich udział w ogólnej liczbie zgonów wśród kobiet wynosi prawie 52%, a wśród mężczyzn ok. 40%. Stopniowo zmniejsza się także odsetek zgonów powodowanych urazami i zatruciami, które obecnie stanowią 6,6% wszystkich zgonów, wobec 7,6% na początku lat 90. W tym przypadku także występuje duże zróżnicowanie umieralności według płci; wśród mężczyzn urazy i zatrucia stanowią 9,6% przyczyn, a wśród kobiet ok. 3,5%.
Niekorzystnym zjawiskiem jest bardzo szybki wzrost liczby zgonów powodowanych chorobami nowotworowymi, przy jednoczesnym wzroście liczby nowych zachorowań. W 1990 r. nowotwory złośliwe były przyczyną prawie 19% zgonów, w 2000 r. stanowiły 23%, a obecnie 24,6% wszystkich przyczyn (wśród mężczyzn stanowią niewiele ponad 26%; wśród kobiet – ponad 23%).

### Dzieci
W 2008 r. zarejestrowano 2,3 tys. zgonów dzieci w wieku poniżej 1 roku życia (tyle samo co przed rokiem). Pozytywny, obserwowany nieprzerwanie trend malejącej umieralności niemowląt potwierdza współczynnik wyrażający liczbę zgonów niemowląt na 1000 urodzeń żywych, który w minionym roku zmniejszył się (o 0,4 pkt) do poziomu 5,6‰ (w 1990 r. wynosił 19,3‰). W ogólnej liczbie zmarłych niemowląt ponad 80% umiera przed ukończeniem pierwszego miesiąca życia (w okresie noworodkowym), w tym ok. 2/3 w okresie pierwszego tygodnia życia. Przyczyną ponad połowy zgonów niemowląt są choroby i stany okresu okołoporodowego, czyli powstające w trakcie trwania ciąży matki i w okresie pierwszych 6 dni życia noworodka, kolejną 1/3 zgonów stanowią wady rozwojowe wrodzone, a pozostałe są powodowane chorobami nabytymi w okresie niemowlęcym lub urazami.
Podobnie jak ogólny współczynnik zgonów niemowląt także współczynnik umieralności okołoporodowej (urodzenia martwe i zgony niemowląt w wieku 0–6 dni na 1000 urodzeń żywych i martwych) wykazuje tendencję spadkową; w 2007 r. kształtował się na poziomie ok. 8,0‰; na początku tego stulecia wynosił prawie 10‰; zaś na początku lat 90. – prawie 20‰.

## Długość życia
| Statystyki demograficzne (2010)     | Statystyki demograficzne (2010)                |
| ----------------------------------- | ---------------------------------------------- |
| Liczba ludności                     | 38 463 689                                     |
| Udział Polski w populacji światowej | 0,545% (2012)                                  |
| Współczynnik urbanizacji            | 61% (2008)                                     |
| Ludność według wieku                |                                                |
| 0 – 14 lat                          | 15,5% (mężczyzn 2 964 995; kobiet 2 802 278)   |
| 15 – 64 lat                         | 71,6% (mężczyzn 13 713 078; kobiet 13 845 251) |
| ponad 64 lata                       | 13,4% (mężczyzn 1 966 406; kobiet 3 190 911)   |
| Średni wiek                         |                                                |
| W całej populacji                   | 38,2 lat                                       |
| Mężczyzn                            | 36,5 lat                                       |
| Kobiet                              | 40 lat                                         |
| Przyrost naturalny                  | –0,05%                                         |
| Współczynnik urodzeń                | 10,04 urodzeń/1000 mieszkańców                 |
| Współczynnik zgonów                 | 10,1 zgonów/1000 mieszkańców                   |
| Współczynnik migracji               | –0,47 migrantów/1000 mieszkańców               |
| Ludność według płci                 |                                                |
| przy narodzeniu                     | 1,06 mężczyzn/kobiet                           |
| poniżej 15 lat                      | 1,06 mężczyzn/kobiet                           |
| 15 – 64 lat                         | 0,99 mężczyzn/kobiet                           |
| powyżej 64 lat                      | 0,62 mężczyzn/kobiet                           |
| w całej populacji                   | 0,94 mężczyzn/kobiet                           |
| Umieralność niemowląt               |                                                |
| W całej populacji                   | 6,66 śmiertelnych/1000 żywych                  |
| płci męskiej                        | 7,38 śmiertelnych/1000 żywych                  |
| płci żeńskiej                       | 5,9 śmiertelnych/1000 żywych                   |
| Oczekiwana długość życia            |                                                |
| W całej populacji                   | 75,85 lat                                      |
| Mężczyzn                            | 71,88 lat                                      |
| Kobiet                              | 80,06 lat                                      |
| Rozrodczość                         | 1,29 urodzeń/kobietę                           |
| Współczynnik dorosłych z HIV/AIDS   | 0,03% (2008)                                   |
| Liczba osób zakażonych HIV/AIDS     | 11 901 (wrzesień 2008)                         |
| Liczba zmarłych na HIV/AIDS         | 940 (wrzesień 2008)                            |

W 2008 r. w Polsce mężczyźni żyli przeciętnie 71,9 lat, natomiast kobiety 80 lat. W porównaniu z początkiem lat 50. ubiegłego stulecia jest to o ok. 15 lat więcej dla mężczyzn i ok. 18 lat więcej dla kobiet – podał Główny Urząd Statystyczny.
Korzyści wynikające z rozwoju nowych technologii medycznych i nowoczesnych metod diagnostycznych oraz poprawa kondycji zdrowotnej Polaków realizowana przez prozdrowotny styl życia, mają swoje odzwierciedlenie w trwającym już od ponad 15 lat spadku natężenia zgonów, a tym samym wydłużaniu przeciętnego trwania życia.

### Różnice w regionach
W 2008 r. przeciętne trwanie życia mężczyzn zamieszkałych w miastach wynosiło 71,6 lat, tj. prawie o rok więcej niż mężczyzn na wsi, natomiast wśród kobiet było odwrotnie – mieszkanki wsi żyły 80,2 lat, czyli o 0,4 roku dłużej niż kobiety w miastach. Relacje takie zaobserwowano dopiero w latach dziewięćdziesiątych. Wcześniej, przez okres ponad 20 lat, zarówno mężczyźni, jak i kobiety mieszkający na wsi żyli dłużej niż ludność miast.
W Polsce występuje wysoka nadumieralność mężczyzn. Mimo iż w latach 90. różnica między przeciętnym trwaniem życia kobiet i mężczyzn malała (w 1991 r. – 9,2 lat; w 2001 – 8,2), początek nowego stulecia przyniósł ponowny wzrost tej wartości do 8,7 w 2008 r. Nadal utrzymuje się duże regionalne zróżnicowanie przeciętnego trwania życia. W województwie łódzkim średnia długość trwania życia mężczyzn jest najkrótsza w Polsce – w 2008 r. wynosiła 69,1 lat. Jest to o 4 lata mniej niż w województwie podkarpackim, które od lat jest czołowym pod względem długości trwania życia. Na wyróżnienie zasługują również województwa małopolskie, pomorskie i podlaskie, w których przeciętne trwanie życia mężczyzn w 2008 r. przekroczyło próg 72 lat.
Zróżnicowanie średniego trwania życia kobiet w przekroju wojewódzkim jest mniejsze – maksymalna różnica wynosi 2,6 roku. Najkrócej żyją mieszkanki woj. łódzkiego oraz śląskiego – 78,9 lat, natomiast najdłużej mieszkanki województwa podkarpackiego i podlaskiego – powyżej 81 lat. Wieku co najmniej 80 lat dożywają także kobiety mieszkające w województwach: małopolskim, świętokrzyskim, mazowieckim, lubelskim i opolskim.
Mimo pozytywnych zmian w wydłużaniu przeciętnego trwania życia, Polska nadal wypada niekorzystnie na tle czołówki krajów europejskich. Wiek dożywania Polaków jest krótszy o kilka lat: mężczyzn o ok. 8 lat, kobiet o 4–5 lat.

## Małżeństwa

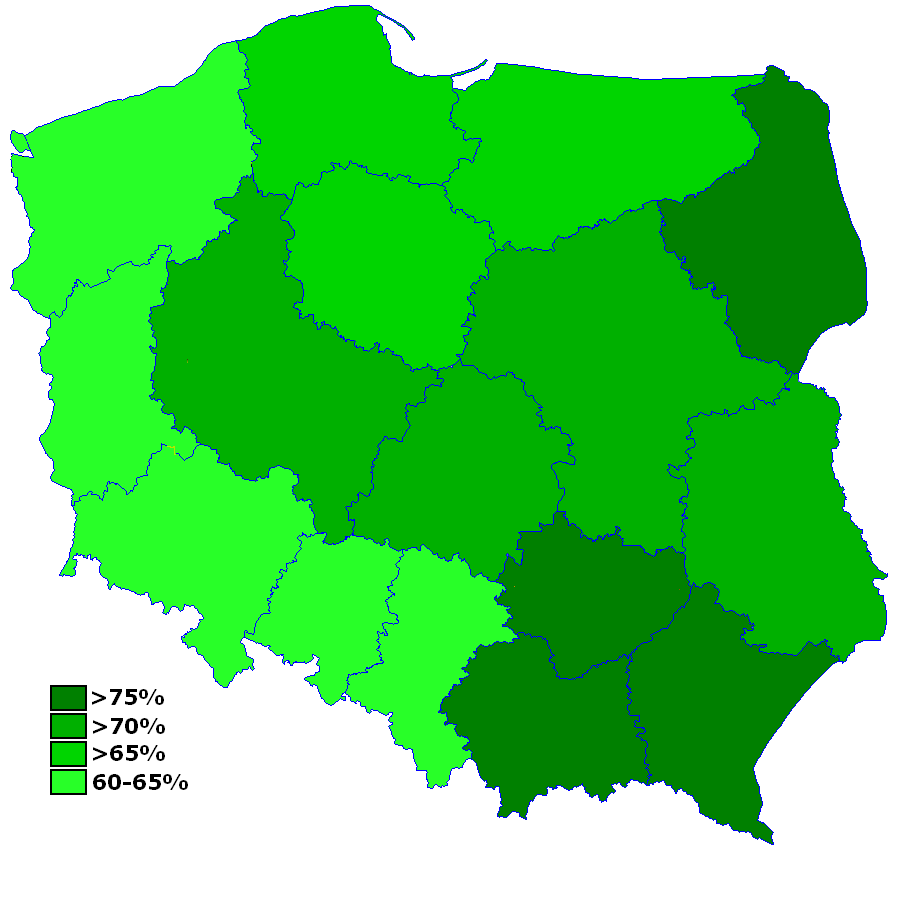
Małżeństwa wyznaniowe w Polsce jako procent wszystkich małżeństw, według województw. Dane za rok 2006 (GUS)

W 2010 r. powstało 228 tys. nowych związków małżeńskich – o ponad 22 tys. mniej niż rok wcześniej. Współczynnik małżeństw (liczony na 1000 ludności) spadł o 0,6 pkt. do poziomu 6,0‰. Począwszy od 2003 r. obserwowano wzrost liczby nowo zawartych małżeństw, jednak w latach 2009 i 2010 nastąpił jej ponowny spadek. Częstość zawierania małżeństw w miastach i na wsi jest podobna. Niezmiennie wśród nowo zawartych związków ok. 85% stanowią małżeństwa pierwsze, tj. panien z kawalerami.
Małżeństwa wyznaniowe, tj. zawarte w kościołach i jednocześnie zarejestrowane w urzędach stanu cywilnego, stanowią około 68% zawieranych prawnie związków.
Na przestrzeni ostatnich kilkunastu lat zdecydowanie zwiększył się wiek nowożeńców. Na początku lat 90. ponad połowa mężczyzn zawierających małżeństwo była w wieku poniżej 25 lat, w 2010 roku – już tylko 1/5; wśród kobiet udział ten zmniejszył się z 73% do 39%. Najczęściej mężczyźni żenią się „przed trzydziestką”; w 2010 r. ich średni wiek (mediana) zawierania małżeństwa wynosił 28, tj. o ponad 3 lata więcej niż na początku lat 90. Panny młode też są starsze, w 2010 roku miały – średnio – 26 lat, wobec niepełna 23 lat na początku lat 90. Nastąpiło przesunięcie grupy wiekowej najczęstszego zawierania małżeństwa na 25–29 lat, jej udział wynosi obecnie 42% (w 1990 r. – niespełna 14%). Nowożeńcy w miastach są o ok. 1,5 roku starsi od mieszkających na wsi.
Zmieniła się także struktura wykształcenia nowożeńców – w 2010 r. kobiety legitymowały się najczęściej wykształceniem wyższym – 44% (w 1990 r. – udział ten wynosił tylko 4%) lub średnim – 40% (podobnie w 1990 r.), zasadnicze zawodowe stanowiło 9% (w 1990 r. – 35%). Wśród mężczyzn – w przypadku wykształcenia średniego ponad 41% (w 1990 r. – 28%), z wykształceniem wyższym ponad 31% (5% na początku lat 90.); odnotowano dwukrotnie większy niż u kobiet udział zasadniczego zawodowego – 19% (51% w 1990 r.).
W końcu 2010 roku w Polsce istniało 8985 tys. małżeństw.

## Rozwody i separacje
W 2010 r. rozwiodło się 61,3 tys. par małżeńskich. Współczynnik rozwodów także spadł (o 0,1‰) i wyniósł 1,6‰. Liczba rozwodów zwiększała się systematycznie od kilkunastu lat; w latach 2004–2006 odnotowano jej gwałtowny wzrost do 72 tys. w 2006 r. (w latach 1995–2002 orzekano ok. 40–45 tys. rozwodów rocznie). W 2010 r. na 1000 istniejących małżeństw prawie 7 zostało rozwiązanych na drodze sądowej, podczas gdy na początku lat 90. niespełna 5. Ponad dwukrotnie częściej rozwodzą się mieszkańcy miast (ok. 8,8 na 1000 małżeństw) niż wsi (ok. 3,8 na 1000 małżeństw). Rozwiedzeni małżonkowie przeżywają ze sobą – średnio – ok. 14 lat (staż małżeński nieznacznie się wydłuża). W 2010 r. średni wiek mężczyzn w momencie rozwodu to ok. 42 lat i legitymowali się wykształceniem zasadniczym zawodowym – 36% lub średnim – 30%, wyższe stanowiło 16%; kobiety były o ponad 2 lata młodsze i najczęściej posiadały wykształcenie średnie – 38%, wyższe – 24% oraz zasadnicze zawodowe – 23%. W ponad 2/3 przypadków powództwo o rozwód wnosi kobieta. Orzeczenie rozwodu z winy żony następuje w niewiele ponad 3% przypadków, ale przeważnie sąd nie orzeka winy (ponad 70% rozwodów). Najczęściej jako przyczynę rozwodu małżonkowie deklarują niezgodność charakterów (1/3 wszystkich rozwodów), kolejne przyczyny to zdrada lub trwały związek uczuciowy z inną osobą (1/4 rozwodów) oraz alkoholizm (20%).
Wśród rozwiedzionych w 2010 r. małżeństw ok. 60% wychowywało w sumie ponad 52 tys. nieletnich dzieci (będących w wieku do 18 lat). Najczęściej (57% przypadków) sąd przyznaje opiekę nad dziećmi wyłącznie matce, wyłącznie ojcu jedynie w niespełna 4% przypadków, a 36% rozwiedzionych małżeństw wychowuje dzieci wspólnie.
Procedura prawnego orzekania o separacji została wprowadzona w Polsce w końcu 1999 roku. Liczba separacji wzrastała bardzo szybko (od ok. 1,3 tys. w 2000 r. do 11,6 tys. w 2005 r.). Od w 2006 r. następuje spadek liczby separacji – w 2010 r. orzeczono ich niespełna 2,8 tys.